# Saison 2005 de Sébastien Loeb en sport automobile
2004 2006
Sébastien Loeb conquiert en 2005 son deuxième titre de champion du monde des rallyes au terme d'une saison record durant laquelle il s'imposa à dix reprises, dont six fois consécutivement, et enregistra un temps scratch dans près d'une spéciale sur deux en dépit des contraintes significatives du balayage imposées au leader du classement mondial par le règlement de l'époque. Désormais épaulé par François Duval à la suite de la retraite de Carlos Sainz, les deux hommes offrent à Citroën un troisième sacre de rang chez les Constructeurs. Mais cette nouvelle consécration ne suffit pas à remettre en question la décision du groupe PSA de mettre un terme à ses activités en rallyes mondiaux, laissant l'Alsacien sans volant officiel en fin d'année. Loeb participe également pour la première fois de sa carrière à une course sur circuit d'envergure internationale avec un engagement aux 24 Heures du Mans au sein de la structure Pescarolo Sport. Il termine sa saison sportive en répondant à nouveau présent pour l'édition annuelle de la Course des Champions au cours de laquelle il remporte un deuxième titre dans l'épreuve individuelle.

## Championnat du monde des rallyes
Le championnat WRC poursuit sa mutation en 2005 tout en conservant les avancées votées l'année précédente. Le calendrier se retrouve ainsi toujours stabilisé au nombre record de seize manches et deux voitures seulement restent nommées pour les points constructeurs de chaque équipe. En revanche, l'introduction effective du Super Rally, testé à blanc lors du dernier rallye d'Australie et permettant à un concurrent ayant abandonné en cours d'étape de repartir le lendemain contre une pénalité de cinq minutes par spéciale non disputée, promet de redessiner en profondeur les conditions d'accès aux places rémunératrices de points. Son ami Carlos Sainz ayant choisi de prendre sa retraite des rallyes mondiaux, Sébastien Loeb se voit affecter un nouveau coéquipier chez Citroën Sport en la personne du jeune Belge François Duval, 24 ans seulement et transfuge de chez Ford. La décision du groupe PSA concernant le retrait de ses deux marques est quant à elle définitivement entérinée et l'Alsacien semble s'être fait une raison : « Il n'y a maintenant aucune chance que Citroën continue après 2005. Aucun espoir. À l'annonce de cette décision, j'espérais. Mais nous sommes arrivés à un point de non retour. ». Du côté des forces en présence, le Français devra faire face au retour officiel de l'équipe Škoda et au remaniement en profondeur de la Peugeot 307 WRC dont les résultats 2004 avaient déçu les instances dirigeantes de la marque au Lion. Plus longue, plus aérodynamique et dotée d'une boîte de vitesses moins avant-gardiste et donc moins sujette aux défaillances, la nouvelle homologation de la voiture de l'équipe championne du monde de 2000 à 2002 doit permettre, selon son concepteur Michel Nandan, de relancer Marcus Grönholm et son nouveau coéquipier Markko Märtin dans la course aux titres,,.

### 73eRallye Automobile Monte-Carlo
La saison débute par le rallye Monte-Carlo, manche d'ouverture traditionnelle du championnat du monde rendue célèbre par ses changements d'adhérence drastiques en pleine spéciale. Vainqueur des deux dernières éditions et favori de l'épreuve, Sébastien Loeb décrit néanmoins une édulcoration progressive et continue de ce paramètre d'incertitude en raison de la concentration du tracé à proximité de la Principauté,. Il s'empare des commandes dès la première spéciale et signe d'emblée des écarts supérieurs à dix secondes sur ses adversaires grâce à une plus grande agressivité sur les portions glacées : « J'ai poussé aussi fort que j'ai pu. Être le champion en titre est historique. Il y avait une montée très rapide et une descente par contre très étroite, avec beaucoup d'épingles, des virages serrés où l'on doit se servir du frein à main pour passer. Il fallait vraiment faire attention à ne pas caler. Sur le milieu, au Col de la Sinne, il y avait sept cents mètres de glace. C'est là que j'ai fait la différence. ». Avec trois temps scratchs enregistrés sur les quatre secteurs au programme de la journée, seuls François Duval et Marcus Grönholm semblent un temps pouvoir suivre le rythme mais sont finalement relégués à respectivement trente secondes et une minute au soir de la première étape et en partie résignés : « Ici, Loeb est intouchable, il est trop bon. »,. Le Français accroît son avance dans le premier secteur du lendemain avant que son jeune coéquipier ne parte à la faute dans le premier passage de Toudon - St. Antonin, percutant un pylône électrique de plein fouet et bloquant la route. Alors sur les traces du meilleur temps, le champion du monde s'arrête en pleine spéciale pour porter assistance à l'équipage accidenté et se voit attribuer un temps forfaitaire équivalent au scratch d'Alexandre Bengué. Le secteur suivant se retrouve annulé à son tour à la suite de la sortie de route de l'Allemand Armin Schwarz, évacué par ambulance. Loeb rejoint le parc d'assistance en conservant la tête et titulaire d'une avance de près de deux minutes sur son poursuivant direct Marcus Grönholm : « Globalement, je suis satisfait de ma journée, avec trois choix de pneus performants et une voiture parfaite, dans laquelle je me sens très à l'aise. Cela dit, je partage avec toute l'équipe la déception de François. Et je suis très motivé pour apporter à cette équipe, qui effectue un superbe travail, la satisfaction d'un bon résultat… »,,,. Il assure son rythme lors de la dernière étape, marquée notamment par les malversations de certains spectateurs ayant ramenés de grandes quantités de neige sur la route de la douzième spéciale passant par le col de Turini. Cet incident entraîne la sortie de route et l'abandon définitif de Grönholm et Petter Solberg, respectivement deuxième et troisième du classement général jusqu'alors : « Les spectateurs avaient jeté de la neige sur la route. Tout le monde sait qu'ils font ça. Je savais qu'ils faisaient ça. Mais quand je suis arrivé et que j'ai vu la neige, il était trop tard. ». Loeb parvient quant à lui à éviter ces derniers pièges et décroche sa troisième victoire consécutive en Principauté devant Toni Gardemeister et Gilles Panizzi : « J'avais demandé à mes ouvreurs de me signaler par la mention risque neige les passages où les spectateurs étaient chauds avec de la neige à proximité sur le bord de la route. Il faut que les gens comprennent que c'est hyper dangereux. »,,,,,,.
| Étape   | Jour   | E.S. | Heure   | Nom                              | Distance | Clas. Spé. | Temps         | Vit. Moy. | Clas. |
| ------- | ------ | ---- | ------- | -------------------------------- | -------- | ---------- | ------------- | --------- | ----- |
| Étape 1 | 21 jan | SS1  | 8 h 35  | Ilonse - Pierlas                 | 22,93 km | 1er        | 17 min 18 s 6 | 79,5 km/h | 1er   |
| Étape 1 | 21 jan | SS2  | 9 h 50  | St. Antonin - Toudon             | 20,16 km | 3e         | 14 min 06 s 5 | 85,7 km/h | 1er   |
| Étape 1 | 21 jan | SS3  | 13 h 24 | Lantosque - Col de Braus 1       | 32,71 km | 1er        | 23 min 44 s 8 | 82,6 km/h | 1er   |
| Étape 1 | 21 jan | SS4  | 16 h 44 | Lantosque - Col de Braus 2       | 32,71 km | 1er        | 23 min 37 s 0 | 83,1 km/h | 1er   |
| Étape 2 | 22 jan | SS5  | 7 h 52  | Col de Braus - Lantosque         | 32,62 km | 1er        | 24 min 08 s 1 | 81,1 km/h | 1er   |
| Étape 2 | 22 jan | SS6  | 11 h 47 | Toudon - St. Antonin 1           | 19,52 km | 1er        | 13 min 38 s 8 | 85,8 km/h | 1er   |
| Étape 2 | 22 jan | SS7  | 12 h 22 | Pont des Miolans - Les Sausses 1 | 28,41 km | 1er        | 20 min 01 s 6 | 85,1 km/h | 1er   |
| Étape 2 | 22 jan | SS8  | 16 h 27 | Toudon - St. Antonin 2           | 19,52 km | 5e         | 13 min 50 s 0 | 84,7 km/h | 1er   |
| Étape 2 | 22 jan | SS9  | 17 h 02 | Pont des Miolans - Les Sausses 2 | 28,41 km | 1er        | 20 min 09 s 4 | 84,6 km/h | 1er   |
| Étape 3 | 23 jan | SS10 | 7 h 47  | Col de Braus - Col de L'Orme 1   | 7,33 km  | 4e         | 5 min 46 s 1  | 76,2 km/h | 1er   |
| Étape 3 | 23 jan | SS11 | 8 h 11  | La Cabanette - Lantosque 1       | 19,52 km | 2e         | 13 min 40 s 5 | 85,6 km/h | 1er   |
| Étape 3 | 23 jan | SS12 | 8 h 49  | La Bollène-Vésubie - Sospel 1    | 31,19 km | 2e         | 22 min 18 s 6 | 83,9 km/h | 1er   |
| Étape 3 | 23 jan | SS13 | 11 h 42 | Col de Braus - Col de L'Orme 2   | 7,33 km  | 3e         | 5 min 33 s 7  | 79,1 km/h | 1er   |
| Étape 3 | 23 jan | SS14 | 12 h 06 | La Cabanette - Lantosque 2       | 19,52 km | 1er        | 13 min 31 s 5 | 86,6 km/h | 1er   |
| Étape 3 | 23 jan | SS15 | 12 h 44 | La Bollène-Vésubie - Sospel 2    | 31,19 km | 1er        | 21 min 40 s 4 | 86,3 km/h | 1er   |

### 54th Uddeholm Swedish Rally
Faute de neige suffisante à quelques semaines du coup d'envoi, l'édition 2005 du rallye de Suède fut un temps menacée d'annulation avant que le scénario qui frappa la manche scandinave quinze ans plus tôt ne soit définitivement écarté. Premier pilote non nordique à s'être imposé sur cette épreuve l'année précédente, Sébastien Loeb évoque le côté aléatoire engendré par les conditions météorologiques que les participants découvriront au matin de la première étape. Leader du classement mondial à la suite de sa victoire au Monte-Carlo, des pistes recouvertes de poudreuse signifieraient de ce fait pour lui un handicap du balayage similaire à celui rencontré sur les rallyes terre abrasifs ainsi que l'impossibilité d'estimer le grip de chaque virage : « On peut imaginer ce qui va se produire en ouvrant les rideaux de la chambre vendredi matin. S'il a neigé durant la nuit, la tactique est de perdre le moins de temps possible durant la première journée, et d'en regagner le plus possible lors des deux étapes suivantes. Le point commun entre les trois journées, c'est qu'il faut éviter les fautes. »,. Les chutes de neige se font finalement discrètes la veille du départ et Loeb accroche d'emblée la seconde place, à la lutte contre Petter Solberg. Jusqu'alors partiellement en retrait, Marcus Grönholm enregistre le scratch de la troisième spéciale et prend la tête en creusant des écarts significatifs sur ses adversaires. Toujours deuxième à l'entame de la boucle de l'après-midi, l'Alsacien part à la faute, surpris par un changement d'adhérence dans le second passage de Likenäs et effectue un tout droit dans un fossé. Il parvient à s'extraire en marche arrière mais abandonne plus de dix-huit secondes sur le leader. En reconquête, le champion du monde signe son premier scratch dans le secteur suivant puis un deuxième en fin de journée pour finalement reprendre la troisième place à l'Italien Gianluigi Galli au soir de la première étape : « Nous avons eu la chance d'effectuer le tout droit sur une intersection, mais nous avons mis le nez dans un petit fossé. Il a fallu s'en extraire en marche arrière, et nous avons laissé là dix-huit secondes. Demain, une belle bagarre nous attend, avec Marcus, Petter, et Gianluigi Galli. »,,. De nouveau auteur du meilleur chrono dans la première spéciale du lendemain, Loeb sort légèrement de la route dans le premier passage de Vargåsen en raison d'une note imprécise et éprouve des difficultés à suivre le rythme de Solberg et Grönholm. Les pneumatiques Pirelli chaussés par les équipages Subaru et Peugeot se révèlent en effet plus efficaces au niveau de la solidité de leurs clous, les gommes Michelin utilisées par Citroën en perdant comparativement beaucoup plus. Accusant un retard de plus de vingt secondes, il en reprend huit à ses adversaires en signant le scratch dans Sundsjön et se relance dans la course à la victoire. Mais c'est finalement dans la Super-Spéciale de fin d'étape qu'il abandonne définitivement ses chances. Victime d'un problème moteur, il lâche plus de dix secondes en moins de 2 km et craint pour les capacités de sa Citroën Xsara WRC à tenir la distance restante : « Il n'est pas question d'aller chercher qui que ce soit devant, on a perdu trop de temps. Je vais déjà essayer de finir troisième… en espérant que le moteur tiendra. Il semble que le problème soit difficile à régler. C'est le joint de culasse, ce n'est pas toujours bon signe. »,,,. Titulaire d'une avance de plus d'une minute sur son poursuivant direct Markko Märtin, le Français décide d'assurer sa place sur le podium en sollicitant au minimum la mécanique fragilisée de sa voiture sur les spéciales au programme de la dernière journée. Il hérite opportunément de la deuxième position du classement général à la suite de la sortie de route de Marcus Grönholm, alors en chasse de Petter Solberg, mais se retrouve contraint à l'abandon à moins de 40 km de l'arrivée. Victime d'une surchauffe moteur sur la liaison le conduisant au deuxième passage de Rämmen, il repart de Suède sur un score vierge et cède la tête du championnat Pilotes à Toni Gardemeister : « C'est très frustrant, lorsque l'on est aussi bien placé à deux spéciales du but, et que l'on est impuissant à poursuivre. Nous avons essayé au maximum. Maintenant, à nous de rebondir ! »,,,.
| Étape   | Jour   | E.S. | Heure   | Nom              | Distance | Clas. Spé. | Temps         | Vit. Moy.  | Clas.   |
| ------- | ------ | ---- | ------- | ---------------- | -------- | ---------- | ------------- | ---------- | ------- |
| Étape 1 | 11 fév | SS1  | 9 h 00  | Likenäs 1        | 21,78 km | 2e         | 12 min 21 s 7 | 105,7 km/h | 2e      |
| Étape 1 | 11 fév | SS2  | 10 h 23 | Hara 1           | 11,31 km | 2e         | 6 min 05 s 2  | 111,5 km/h | 2e      |
| Étape 1 | 11 fév | SS3  | 11 h 05 | Torntorp 1       | 19,20 km | 2e         | 9 min 50 s 3  | 117,1 km/h | 2e      |
| Étape 1 | 11 fév | SS4  | 13 h 46 | Likenäs 2        | 21,78 km | 14e        | 12 min 24 s 8 | 105,3 km/h | 4e      |
| Étape 1 | 11 fév | SS5  | 15 h 09 | Hara 2           | 11,31 km | 1er        | 5 min 55 s 7  | 114,5 km/h | 3e      |
| Étape 1 | 11 fév | SS6  | 15 h 51 | Torntorp 2       | 19,20 km | 3e         | 9 min 48 s 2  | 117,5 km/h | 3e      |
| Étape 1 | 11 fév | SS7  | 17 h 10 | Hagfors Sprint 1 | 1,86 km  | 1er        | 2 min 05 s 1  | 53,5 km/h  | 3e      |
| Étape 2 | 12 fév | SS8  | 7 h 59  | Sundsjön 1       | 20,78 km | 1er        | 10 min 55 s 6 | 114,1 km/h | 3e      |
| Étape 2 | 12 fév | SS9  | 8 h 48  | Vargåsen 1       | 24,79 km | 2e         | 13 min 52 s 8 | 107,2 km/h | 3e      |
| Étape 2 | 12 fév | SS10 | 11 h 23 | Fredriksberg     | 20,12 km | 3e         | 11 min 31 s 1 | 104,8 km/h | 3e      |
| Étape 2 | 12 fév | SS11 | 12 h 12 | Lejen            | 26,39 km | 3e         | 13 min 33 s 2 | 116,8 km/h | 3e      |
| Étape 2 | 12 fév | SS12 | 15 h 00 | Sundsjön 2       | 20,78 km | 1er        | 10 min 37 s 8 | 117,3 km/h | 3e      |
| Étape 2 | 12 fév | SS13 | 15 h 49 | Vargåsen 2       | 24,79 km | 3e         | 13 min 48 s 5 | 107,7 km/h | 3e      |
| Étape 2 | 12 fév | SS14 | 17 h 13 | Hagfors Sprint 2 | 1,86 km  | 24e        | 2 min 12 s 2  | 50,7 km/h  | 3e      |
| Étape 3 | 13 fév | SS15 | 8 h 08  | Lesjöfors 1      | 10,17 km | 12e        | 5 min 46 s 2  | 105,8 km/h | 3e      |
| Étape 3 | 13 fév | SS16 | 8 h 41  | Rämmen 1         | 23,35 km | 10e        | 12 min 08 s 0 | 115,5 km/h | 2e      |
| Étape 3 | 13 fév | SS17 | 9 h 30  | Malta 1          | 11,25 km | 16e        | 5 min 50 s 2  | 115,6 km/h | 2e      |
| Étape 3 | 13 fév | SS18 | 11 h 43 | Lesjöfors 2      | 10,17 km | 13e        | 5 min 39 s 2  | 107,9 km/h | 2e      |
| Étape 3 | 13 fév | SS19 | 12 h 16 | Rämmen 2         | 23,35 km | Abandon    | Abandon       | Abandon    | Abandon |
| Étape 3 | 13 fév | SS20 | 13 h 05 | Malta 2          | 11,25 km | Abandon    | Abandon       | Abandon    | Abandon |

### 19º Corona Rally Guanajuato México
La deuxième édition du rallye du Mexique en championnat du monde marque l'arrivée des premières manches terre de la saison. Sébastien Loeb avoue être ravie de retrouver cette surface, la plus répandue sur le calendrier, en espérant pouvoir délivrer une prestation suffisante pour recoller avec la tête du classement mondial : « Globalement, le rallye est sympa, les routes sont assez rapides et pas trop cassantes. J'aime bien. La chose qui surprend le plus au début, c'est la perte de puissance, inévitable vu l'altitude. On la ressent énormément, d'autant plus d'ailleurs qu'on a tendance à se focaliser dessus… et puis on s'adapte, on s'habitue et on n'y fait plus attention. »,. Les doutes concernant la fiabilité des Citroën à l'issue du score nul de la Suède sont quant à eux en partie levés par Guy Fréquelin qui affirme que le problème moteur rencontré par son pilote aurait été corrigé. L'entame du rallye se déroule sur fond d'incidents pour Loeb, et ce dès les préparatifs. Victime d'une violente collision entre une pierre et le blindage inférieur de sa voiture, l'Alsacien doit interrompre son Shakedown destiné à tester les réglages. Au parc d'assistance, son équipe technique constate des dommages sur le bloc cylindre et se voit contrainte de procéder au remplacement complet du moteur. Le départ est donné le lendemain et le champion du monde se hisse d'emblée en seconde position, intercalé entre Petter Solberg et Chris Atkinson qui inaugurent la dernière homologation annuelle de leur Subaru Impreza. Mais une bride de jambe de force d'amortisseur fendue fait prendre à la roue arrière droite de sa Xsara un carrossage excessif ayant pour conséquence la détérioration du pneu durant la longue liaison conduisant l'équipage franco-monégasque vers la deuxième spéciale. La roue de secours subit le même sort dans ce nouveau secteur, obligeant Loeb à s'arrêter sur le bas-côté pour laisser passer, impuissant, son rival norvégien gêné par la poussière déplacée dans son sillage. Il rejoint finalement le parc d'assistance de mi-journée en dix-huitième position, après avoir parcouru la troisième spéciale sur une jante et concédé plus de quatre minutes sur les hommes de tête. Le Français prend le départ de la deuxième boucle avec une voiture remise en état et une transmission neuve. Il accroche le trio de tête intermédiaire dans les trois spéciales restantes et remonte finalement à la quatorzième place au soir de la première étape : « Ici, le sort s'acharne sur moi. J'étais au ralenti au premier tour dans La Esperanza et Santana, du coup mon deuxième passage dans ces spéciales était en fait comme un premier et j'ai perdu un peu de temps. J'aime beaucoup le rallye du Mexique, mais il ne me le rend guère. Tactiquement, je n'ai guère le choix maintenant. La voiture est parfaite, alors j'attaque au maximum de ce qui est raisonnable, en espérant, qui sait, grappiller quelques points. »,,,. Loeb enregistre son premier temps scratch dès le premier secteur du lendemain, sur une route sinueuse et technique, avant de concéder près de trente secondes en raison du balayage dans la spéciale suivante, plus poussiéreuse, son mauvais classement au général le contraignant à s'élancer loin devant ses rivaux. Il gagne trois places avant l'assistance en reprenant l'Espagnol Xavier Pons et en profitant des abandons de Chris Atkinson et Roman Kresta. Il poursuit sa remontée de manière significative au cours de la deuxième boucle, signant un scratch supplémentaire et ne pointant plus en dehors du troisième temps intermédiaire. Il dépasse ainsi les Allemands Armin Schwarz et Antony Warmbold ainsi que son compatriote Gilles Panizzi, et bénéficie des abandons successifs de son coéquipier François Duval et de l'Espagnol Daniel Solà. Il rejoint le parc fermé en sixième position avant de disputer les deux spéciales, dont la plus longue du rallye, composant la troisième et dernière étape : « Évidemment quelques-uns de mes rivaux manquent à l'appel, ce qui m'a aidé. Néanmoins, j'ai attaqué fort, je suis content de ma journée. La déception d'hier assimilée, j'étais très motivé ce matin et la remontée aidant, cette motivation n'a fait que croître. Nous verrons demain si nous pouvons améliorer encore un peu notre position. »,. Le champion du monde s'impose dans le premier secteur et survole Alfaro - El Establo et ses 44 km, creusant des écarts de plus de trente secondes sur tous les autres pilotes. Cette performance lui permet de reprendre sur le fil Harri Rovanperä et le leader du classement mondial Toni Gardemeister pour finalement décrocher la quatrième place, quatorze rangs de mieux que lors de son incident de la première journée : « Depuis hier, j'attaquais très fort. Aujourd'hui, j'ai encore accéléré. Dans la dernière spéciale, j'ai roulé comme si je jouais la victoire, vraiment. J'ai réussi un chrono pratiquement parfait. Je crois que c'est une des plus belles performances que j'ai jamais réalisées. Cette quatrième place me permet de garder le contact au championnat, et permet également à Citroën de rester dans le match. ». Le rallye est quant à lui remporté par Petter Solberg, victorieux de Marcus Grönholm, le Norvégien signant ainsi une deuxième victoire consécutive pour prendre la tête du championnat Pilotes,,,,.
| Étape   | Jour   | E.S. | Heure   | Nom                             | Distance | Clas. Spé. | Temps         | Vit. Moy.  | Clas. |
| ------- | ------ | ---- | ------- | ------------------------------- | -------- | ---------- | ------------- | ---------- | ----- |
| Étape 1 | 11 mar | SS1  | 9 h 07  | Ibarrilla - El Zauco 1          | 22,55 km | 2e         | 13 min 27 s 6 | 100,5 km/h | 2e    |
| Étape 1 | 11 mar | SS2  | 10 h 25 | Ortega - La Esperanza 1         | 29,50 km | 18e        | 19 min 41 s 6 | 89,9 km/h  | 16e   |
| Étape 1 | 11 mar | SS3  | 11 h 16 | Santana - Cubilete 1            | 21,79 km | 18e        | 13 min 05 s 0 | 99,9 km/h  | 18e   |
| Étape 1 | 11 mar | SS4  | 14 h 08 | Ibarrilla - El Zauco 2          | 22,55 km | 2e         | 13 min 16 s 1 | 102,0 km/h | 15e   |
| Étape 1 | 11 mar | SS5  | 15 h 26 | Ortega - La Esperanza 2         | 29,50 km | 2e         | 16 min 38 s 1 | 106,4 km/h | 14e   |
| Étape 1 | 11 mar | SS6  | 16 h 17 | Santana - Cubilete 2            | 21,79 km | 3e         | 11 min 48 s 7 | 110,7 km/h | 14e   |
| Étape 2 | 12 mar | SS7  | 9 h 43  | El Zauco - Mesa 1               | 25,45 km | 1er        | 16 min 43 s 5 | 91,3 km/h  | 14e   |
| Étape 2 | 12 mar | SS8  | 11 h 06 | Duarte - Otates 1               | 24,22 km | 7e         | 18 min 37 s 6 | 78,0 km/h  | 14e   |
| Étape 2 | 12 mar | SS9  | 11 h 57 | Derramadero - Chichimequillas 1 | 23,55 km | 4e         | 14 min 10 s 7 | 99,7 km/h  | 11e   |
| Étape 2 | 12 mar | SS10 | 15 h 10 | El Zauco - Mesa 2               | 25,45 km | 2e         | 16 min 29 s 0 | 92,6 km/h  | 8e    |
| Étape 2 | 12 mar | SS11 | 16 h 33 | Duarte - Otates 2               | 24,22 km | 3e         | 18 min 11 s 6 | 79,9 km/h  | 7e    |
| Étape 2 | 12 mar | SS12 | 17 h 24 | Derramadero - Chichimequillas 2 | 23,55 km | 1er        | 13 min 49 s 9 | 102,2 km/h | 6e    |
| Étape 3 | 13 mar | SS13 | 9 h 17  | Comanjilla - Chichimequillas    | 18,26 km | 1er        | 10 min 08 s 8 | 108,0 km/h | 6e    |
| Étape 3 | 13 mar | SS14 | 10 h 25 | Alfaro - El Establo             | 44,38 km | 1er        | 28 min 29 s 1 | 93,5 km/h  | 4e    |

### 35th Propecia Rally New Zealand
Première épreuve de la saison disputée hors d'Europe, le rallye de Nouvelle-Zélande est également l'un des plus rapides du calendrier et se caractérise principalement par des paysages ouverts et l'absence de longues lignes droites. Sébastien Loeb fait le point avant le départ sur son entame de championnat en demi-teinte, évoquant des contrariétés sur la fiabilité de certaines pièces,. Parti sur un rythme soutenu dès la première spéciale, il signe consécutivement trois fois le deuxième temps dans une lutte serrée l'opposant à Petter Solberg et Marcus Grönholm. Au terme du premier passage de Brooks, qui voit l'Alsacien enregistrer son premier scratch et s'emparer des commandes, les trois hommes se tiennent dans un écart au général inférieur à la seconde. La boucle de l'après-midi se révèle en revanche davantage à sens unique. Auteurs d'un choix de pneus non optimal, les deux pilotes nordiques lâchent progressivement prise face au champion du monde. Loeb décroche trois meilleurs temps consécutifs et s'étonne lui-même en creusant une marge de plus de vingt secondes sur ses poursuivants au soir de la première étape : « Je ne pouvais pas espérer posséder une telle avance après la première journée. Et puis, quand on a vu les temps de Solberg le matin alors qu'il ouvrait la route, je me suis dit que cela n'allait pas être facile. ». Une explication plus pragmatique du différentiel de performance est également avancée en faisant référence à la première introduction en course des nouveaux pneus terre Michelin Z BTO, indisponibles pour les équipes Peugeot et Subaru, ces dernières ayant préférées s'associer au manufacturier italien Pirelli,. Le pilote de la marque aux chevrons poursuit sa domination le lendemain en enlevant quatre scratchs sur les six spéciales significatives au programme de la deuxième étape et porte ainsi son avance à près d'une minute sur ses deux adversaires. Marcus Grönholm avoue son impuissance et confirme le manque de performance des gommes mises à sa disposition : « Il n'y [sic] rien à faire contre Loeb. Il vole littéralement. Ils ont sans doute trouvé quelque chose au niveau des pneumatiques. »,. L'Alsacien joue la sécurité dans la dernière journée, se contentant de caler son rythme sur celui de ses poursuivants pour s'assurer la deuxième victoire sur terre rapide de sa carrière. Malgré quelques frayeurs, il rallie l'arrivée et s'impose après s'être attribué le record dans la spéciale Whaanga Coast, la plus célèbre de Nouvelle-Zélande et réputée être la plus belle du monde : « Mon pilotage et mon expérience du terrain ici ont évolué, la Xsara aussi. On a travaillé sur toute la voiture depuis l'année dernière. Si on fait l'analyse, il y a tout qui a changé. Que ce soit le moteur, les différentiels. En amortisseurs et en ressorts, on n'est pas tout à fait pareil non plus. Les pneus sont différents. »,.
| Étape   | Jour   | E.S. | Heure   | Nom             | Distance | Clas. Spé. | Temps         | Vit. Moy.  | Clas. |
| ------- | ------ | ---- | ------- | --------------- | -------- | ---------- | ------------- | ---------- | ----- |
| Étape 1 | 8 avr  | SS1  | 9 h 53  | Parahi          | 25,32 km | 2e         | 13 min 01 s 2 | 116,7 km/h | 2e    |
| Étape 1 | 8 avr  | SS2  | 10 h 46 | Batley 1        | 19,32 km | 2e         | 10 min 31 s 9 | 110,1 km/h | 2e    |
| Étape 1 | 8 avr  | SS3  | 11 h 14 | Waipu Gorge 1   | 11,23 km | 2e         | 6 min 41 s 2  | 100,8 km/h | 2e    |
| Étape 1 | 8 avr  | SS4  | 11 h 37 | Brooks 1        | 16,14 km | 3e         | 9 min 47 s 5  | 98,9 km/h  | 1er   |
| Étape 1 | 8 avr  | SS5  | 13 h 33 | Batley 2        | 19,32 km | 1er        | 10 min 11 s 0 | 113,8 km/h | 1er   |
| Étape 1 | 8 avr  | SS6  | 14 h 01 | Waipu Gorge 2   | 11,23 km | 1er        | 6 min 22 s 5  | 105,7 km/h | 1er   |
| Étape 1 | 8 avr  | SS7  | 14 h 24 | Brooks 2        | 16,14 km | 1er        | 9 min 17 s 7  | 104,2 km/h | 1er   |
| Étape 1 | 8 avr  | SS8  | 14 h 54 | Millbrook       | 10,44 km | 4e         | 6 min 08 s 1  | 102,1 km/h | 1er   |
| Étape 2 | 9 avr  | SS9  | 9 h 23  | Wairere         | 18,92 km | 1er        | 10 min 21 s 9 | 109,5 km/h | 1er   |
| Étape 2 | 9 avr  | SS10 | 10 h 01 | Cassidy 1       | 15,77 km | 1er        | 9 min 07 s 3  | 103,7 km/h | 1er   |
| Étape 2 | 9 avr  | SS11 | 10 h 24 | Bull 1          | 31,72 km | 3e         | 19 min 40 s 8 | 96,7 km/h  | 1er   |
| Étape 2 | 9 avr  | SS12 | 13 h 03 | Waipu Caves     | 21,35 km | 3e         | 11 min 42 s 1 | 109,5 km/h | 1er   |
| Étape 2 | 9 avr  | SS13 | 13 h 39 | Cassidy 2       | 15,77 km | 1er        | 8 min 54 s 2  | 106,3 km/h | 1er   |
| Étape 2 | 9 avr  | SS14 | 14 h 02 | Bull 2          | 31,72 km | 1er        | 18 min 58 s 7 | 100,3 km/h | 1er   |
| Étape 2 | 9 avr  | SS15 | 19 h 30 | Manukau Super 1 | 2,90 km  | 6e         | 1 min 25 s 5  | 122,1 km/h | 1er   |
| Étape 2 | 9 avr  | SS16 | 19 h 51 | Manukau Super 2 | 2,90 km  | 6e         | 1 min 24 s 8  | 123,1 km/h | 1er   |
| Étape 3 | 10 avr | SS17 | 9 h 03  | Te Hutewai      | 11,14 km | 2e         | 7 min 59 s 1  | 83,7 km/h  | 1er   |
| Étape 3 | 10 avr | SS18 | 9 h 26  | Whaanga Coast 1 | 29,76 km | 2e         | 21 min 32 s 4 | 82,9 km/h  | 1er   |
| Étape 3 | 10 avr | SS19 | 11 h 03 | Te Papatapu     | 16,62 km | 4e         | 10 min 59 s 0 | 90,8 km/h  | 1er   |
| Étape 3 | 10 avr | SS20 | 11 h 36 | Whaanga Coast 2 | 29,76 km | 1er        | 20 min 44 s 7 | 86,1 km/h  | 1er   |

### 2º Supermag Rally Italia Sardinia
La première édition du rallye de Sardaigne disputée la saison précédente ayant en partie déçu les pilotes vis-à-vis du profil des spéciales rencontrées, les organisateurs prennent cette année-là le parti de renouveler quasi-intégralement le parcours dans l'espoir de répondre aux attentes. Bien que le côté abrasif du tracé, qui avait poussé à controverse pour une épreuve censée avoir pris la place du Sanremo, s'en retrouve légèrement atténué, l'étroitesse des pistes demeure. L'avancement de l'événement de cinq mois dans le calendrier laisse pour sa part présager une relative incertitude concernant la nature du terrain dans les conditions météorologiques du printemps. Avec la confirmation depuis la Nouvelle-Zélande de l'inversion du rapport de force entre les manufacturiers de pneumatiques, Sébastien Loeb espère améliorer sa deuxième place acquise l'année passée lorsqu'il avait finalement dû abdiquer face à Petter Solberg, un ton au-dessus sur les rallyes terre : « L'année passée, Solberg avait été intouchable. Mais cela tenait aux pneus Pirelli. Avec les Michelin que nous avons depuis la Nouvelle-Zélande, nous devrions pouvoir lutter pour la gagne. »,,. Équipé de réglages de suspensions inadaptés et gêné par la poussière soulevée par son rival norvégien dans les parties boisées, l'Alsacien subit lors de la première spéciale et concède près de vingt secondes au général. Profitant de la liaison pour corriger le comportement de sa Xsara en jouant sur les clics d'amortisseurs, il signe deux temps scratchs consécutifs et prend les commandes du rallye juste avant l'assistance de mi-journée, profitant de la sortie de route du leader Marcus Grönholm. Débarrassé de son plus proche poursuivant, son coéquipier François Duval, parti en tonneaux à son tour dans la boucle de l'après-midi, Loeb enregistre deux meilleurs temps supplémentaires avant de rejoindre le parc fermé concluant la première étape : « Le seul point à signaler est un toucher de pédale de frein perfectible, parfois un peu gênant. J'ai été prudent dans les passages cassants. J'ai crevé deux fois, mais la mousse ATS a parfaitement rempli son office, et je n'ai pas perdu de temps. Bref, une bonne journée ! ». Détenteur d'une avance déjà supérieure à trente secondes au tiers du rallye, seul Petter Solberg semble encore en lice pour lui disputer la victoire, mais le pilote nordique exprime déjà son pessimisme pour la suite : « Si le terrain est le même samedi, no chance. »,,. Jusqu'à présent deuxième à s'élancer au départ des spéciales, le champion du monde retrouve des conditions de route plus neutres le lendemain avec l'inversion des grilles. Il s'impose dans trois des quatre spéciales significatives de la journée, établissant entre autres un écart intermédiaire de près de vingt secondes sur Solberg dans le seul deuxième passage de Tandalò. Accusant désormais un retard d'une minute, le Norvégien prend la décision d'assurer les points du podium,. La dernière étape n'étant qu'une formalité au vu du faible kilométrage restant, Loeb fait le choix de caler son rythme sur les autres pilotes de tête. Il s'impose à l'arrivée, confirmant sa montée en puissance de plus en plus soutenue sur les surfaces terre, et reprend du même coup la première place du classement mondial,,.
| Étape   | Jour    | E.S. | Heure   | Nom           | Distance | Clas. Spé. | Temps         | Vit. Moy. | Clas. |
| ------- | ------- | ---- | ------- | ------------- | -------- | ---------- | ------------- | --------- | ----- |
| Étape 1 | 29 avr  | SS1  | 8 h 53  | Terranova 1   | 29,81 km | 9e         | 22 min 07 s 7 | 80,8 km/h | 9e    |
| Étape 1 | 29 avr  | SS2  | 10 h 09 | Crastazza 1   | 20,54 km | 1er        | 13 min 22 s 8 | 92,1 km/h | 2e    |
| Étape 1 | 29 avr  | SS3  | 10 h 48 | Mamone 1      | 18,56 km | 1er        | 12 min 43 s 8 | 87,5 km/h | 1er   |
| Étape 1 | 29 avr  | SS4  | 14 h 24 | Terranova 2   | 29,81 km | 2e         | 21 min 17 s 9 | 84,0 km/h | 1er   |
| Étape 1 | 29 avr  | SS5  | 15 h 40 | Crastazza 2   | 20,54 km | 1er        | 12 min 55 s 5 | 95,4 km/h | 1er   |
| Étape 1 | 29 avr  | SS6  | 16 h 19 | Mamone 2      | 18,56 km | 1er        | 12 min 23 s 6 | 89,9 km/h | 1er   |
| Étape 2 | 30 avr  | SS7  | 9 h 38  | Loelle 1      | 30,72 km | 1er        | 19 min 46 s 9 | 93,2 km/h | 1er   |
| Étape 2 | 30 avr  | SS8  | 10 h 34 | Tandalò 1     | 38,77 km | 2e         | 28 min 11 s 5 | 82,5 km/h | 1er   |
| Étape 2 | 30 avr  | SS9  | 14 h 09 | Lovia Avra    | 5,10 km  | 3e         | 3 min 43 s 8  | 82,0 km/h | 1er   |
| Étape 2 | 30 avr  | SS10 | 15 h 51 | Loelle 2      | 30,72 km | 1er        | 19 min 33 s 8 | 94,2 km/h | 1er   |
| Étape 2 | 30 avr  | SS11 | 16 h 47 | Tandalò 2     | 38,77 km | 1er        | 27 min 37 s 4 | 84,2 km/h | 1er   |
| Étape 3 | 1er mai | SS12 | 7 h 16  | S. Giacomo 1  | 12,69 km | 1er        | 10 min 31 s 6 | 72,3 km/h | 1er   |
| Étape 3 | 1er mai | SS13 | 8 h 29  | S. Bachisio 1 | 9,40 km  | 4e         | 8 min 17 s 7  | 68,0 km/h | 1er   |
| Étape 3 | 1er mai | SS14 | 9 h 02  | Bortigiadas 1 | 11,50 km | 4e         | 7 min 43 s 4  | 89,3 km/h | 1er   |
| Étape 3 | 1er mai | SS15 | 10 h 36 | S. Bachisio 2 | 9,40 km  | 5e         | 8 min 09 s 9  | 69,1 km/h | 1er   |
| Étape 3 | 1er mai | SS16 | 11 h 09 | Bortigiadas 2 | 11,50 km | 3e         | 7 min 37 s 1  | 90,6 km/h | 1er   |
| Étape 3 | 1er mai | SS17 | 12 h 52 | S. Giacomo 2  | 12,69 km | 5e         | 10 min 29 s 3 | 72,6 km/h | 1er   |

### 33rd Cyprus Rally
Manche la plus lente du calendrier au cours de laquelle les pilotes montent rarement au-delà du troisième rapport, le rallye de Chypre est également la plus pierreuse et l'une des plus cassantes. Le parcours est resté inchangé depuis l'édition précédente et la victoire de Sébastien Loeb sur tapis vert à la suite de l'exclusion des voitures de la marque au Lion. Leader du classement mondial avec un seul point d'avance sur Petter Solberg, l'Alsacien redoute de devoir ouvrir la route pour ses adversaires mais affirme cependant avoir fait évoluer son pilotage vers un profil plus offensif,,. Le champion du monde parvient ainsi à adopter un rythme suffisamment élevé dès le coup d'envoi pour compenser efficacement le handicap du balayage. Hormis la première spéciale qu'il termine à moins de trois secondes du meilleur temps de Solberg, Loeb fait sensation en enlevant tous les scratchs au programme de la première journée, tranchant radicalement avec le sort rencontré par ses principaux rivaux. Marcus Grönholm doit ainsi jeter l'éponge dès les premières kilomètres en raison d'un problème de courroie de transmission quand Markko Märtin sur l'autre Peugeot 307 WRC est victime d'une crevaison sur le même secteur. François Duval lâche prise avant l'assistance de mi-étape en raison de multiples problèmes mécaniques et Petter Solberg clôt la liste des incidents avec un abandon définitif dans la dernière spéciale, l'électronique de sa Subaru Impreza présentant des déficiences majeures. Leader du général avec une avance déjà supérieure à deux minutes sur le pilote privé Manfred Stohl, Loeb parle d'un rallye horrible, particulièrement éprouvant pour la mécanique : « Je n'ai jamais rencontré de telles conditions, notamment dans le deuxième passage de Lagoudera. C'était horrible. On fait un super temps mais nous n'avons pas attaqué parce que nous sentions que si on le faisait, on aurait tout cassé. C'était vraiment très difficile. Il a fallu trouver le bon rythme. Pour moi, c'était pire que le Kenya. Là, c'est lent, on roule sur de la roche, les pierres sont les unes dans les autres. De temps en temps, il y a des blocs de 30 cm au milieu de la route. J'ai crevé deux pneus, Gardemeister cinq dans la même spéciale. C'était incroyable. »,,. Le champion du monde en titre poursuit sur sa lancée dès le lendemain en enregistrant le scratch sur la totalité des six spéciales composant la deuxième étape. Titulaire d'une avance approchant les quatre minutes sur son plus proche poursuivant, il limite d'autant la prise de risques que ses principaux adversaires au championnat ne figurent plus dans la course aux places d'honneur : « Bien sûr, je suis satisfait. Aucun problème avec la voiture, pas de faute de ma part. Aujourd'hui, ces points étaient essentiels. Dimanche, ce sera la même chose. Je ne me souviens pas avoir mené une épreuve mondiale avec une telle marge et cela me semble un peu étrange. Je me dis que mon principal adversaire, maintenant, c’est moi et que je dois être encore plus concentré pour éviter les mésaventures qui ont décimé le peloton. »,. Le rallye se termine sur un parcours plus dégradé que la veille. Loeb ne commet pas d'erreurs et rejoint l'arrivée avec une mécanique indemne pour signer sa troisième victoire de rang et prendre ses distances au classement mondial : « La première journée a été très cassante pour les mécaniques, les pilotes et on a tout de suite perdu nos principaux adversaires. À partir de là, on a continué de creuser l'écart en adoptant un bon rythme, en attaquant dans les parties propres, en assurant là où il y avait des pièges. Cela a été un rallye difficile mais cela s'est globalement bien passé pour nous. Nous n'avons connu aucun souci, on gagne avec plus de quatre minutes d'avance. ». Les résultats mitigés de son jeune coéquipier François Duval, dont c'est le troisième abandon en six manches, ne permettent en revanche pas à l'équipe Citroën de profiter de l'embellie au championnat Constructeurs et commencent à engendrer des tensions au sein du deuxième équipage,,.
| Étape   | Jour   | E.S. | Heure   | Nom          | Distance | Clas. Spé. | Temps         | Vit. Moy. | Clas. |
| ------- | ------ | ---- | ------- | ------------ | -------- | ---------- | ------------- | --------- | ----- |
| Étape 1 | 13 mai | SS1  | 9 h 38  | Lagoudera 1  | 38,31 km | 2e         | 37 min 01 s 6 | 62,1 km/h | 2e    |
| Étape 1 | 13 mai | SS2  | 10 h 46 | Kourdali 1   | 15,00 km | 1er        | 16 min 29 s 3 | 54,6 km/h | 1er   |
| Étape 1 | 13 mai | SS3  | 11 h 24 | Asinou 1     | 7,57 km  | 1er        | 7 min 41 s 7  | 59,0 km/h | 1er   |
| Étape 1 | 13 mai | SS4  | 14 h 37 | Lagoudera 2  | 38,31 km | 1er        | 35 min 56 s 8 | 63,9 km/h | 1er   |
| Étape 1 | 13 mai | SS5  | 15 h 45 | Kourdali 2   | 15,00 km | 1er        | 16 min 28 s 3 | 54,6 km/h | 1er   |
| Étape 1 | 13 mai | SS6  | 16 h 23 | Asinou 2     | 7,57 km  | 1er        | 7 min 33 s 1  | 60,1 km/h | 1er   |
| Étape 2 | 14 mai | SS7  | 8 h 48  | Platres 1    | 11,11 km | 1er        | 9 min 11 s 2  | 72,6 km/h | 1er   |
| Étape 2 | 14 mai | SS8  | 9 h 31  | Finí 1       | 30,32 km | 1er        | 27 min 31 s 4 | 66,1 km/h | 1er   |
| Étape 2 | 14 mai | SS9  | 10 h 29 | Galatareia 1 | 13,32 km | 1er        | 10 min 47 s 0 | 74,1 km/h | 1er   |
| Étape 2 | 14 mai | SS10 | 13 h 52 | Platres 2    | 11,11 km | 1er        | 8 min 58 s 0  | 74,3 km/h | 1er   |
| Étape 2 | 14 mai | SS11 | 14 h 35 | Finí 2       | 30,32 km | 1er        | 27 min 05 s 8 | 67,1 km/h | 1er   |
| Étape 2 | 14 mai | SS12 | 15 h 33 | Galatareia 2 | 13,32 km | 1er        | 10 min 49 s 7 | 73,8 km/h | 1er   |
| Étape 3 | 15 mai | SS13 | 7 h 18  | Vavatsinia 1 | 25,23 km | 1er        | 23 min 31 s 3 | 64,4 km/h | 1er   |
| Étape 3 | 15 mai | SS14 | 8 h 16  | Macheras 1   | 12,93 km | 1er        | 11 min 33 s 8 | 67,1 km/h | 1er   |
| Étape 3 | 15 mai | SS15 | 9 h 04  | Kellaki 1    | 9,48 km  | 1er        | 8 min 26 s 5  | 67,4 km/h | 1er   |
| Étape 3 | 15 mai | SS16 | 11 h 52 | Vavatsinia 2 | 25,23 km | 3e         | 23 min 18 s 0 | 65,0 km/h | 1er   |
| Étape 3 | 15 mai | SS17 | 12 h 50 | Macheras 2   | 12,93 km | 2e         | 11 min 28 s 2 | 67,6 km/h | 1er   |
| Étape 3 | 15 mai | SS18 | 13 h 38 | Kellaki 2    | 9,48 km  | 3e         | 8 min 37 s 7  | 65,9 km/h | 1er   |

### 6th Rally of Turkey
Troisième chapitre de la tournée méditerranéenne, le rallye de Turquie s'inscrit dans la droite lignée de Chrypre avec des spéciales toujours sinueuses et abrasives bien que plus roulantes que celles de son voisin. Les fortes chaleurs demeurent d'actualité et posent de nombreuses difficultés aux ingénieurs des différentes équipes pour traiter le refroidissement de certaines pièces mécaniques,. Un changement de taille s'est également produit au sein de la structure Citroën Sport avec la décision prise par Guy Fréquelin de refaire appel au retraité Carlos Sainz, ancien champion du monde et pilote de la marque aux chevrons lors des deux saisons précédentes, pour remplacer à titre exceptionnel le jeune Belge François Duval sur les deux prochains rallyes. Les résultats du nouveau coéquipier de Sébastien Loeb, comprenant une seule arrivée dans les points sur les six premières manches du calendrier, sont en effet qualifiés de très décevants par les instances dirigeantes de l'écurie française qui évoquent les menaces pesant sur la conservation du titre Constructeurs,,. Ce constat tranche avec l'invincibilité apparente de Loeb sur les derniers rallyes et qui semble vouloir se poursuivre sur la manche turque. Passé l'annulation de la Super-Spéciale d'ouverture, l'Alsacien part sur un rythme élevé et enregistre, malgré le handicap du balayage, l'intégralité des temps scratchs de la première étape à la seule exception de celui relatif au premier passage de Perge. Ralenti dans ce secteur en raison de la présence d'une couche de boue épaisse ayant obstruée les sculptures de ses pneus, le Français y concède plus de vingt secondes et abandonne provisoirement la tête à l'Italien Gianluigi Galli avant de la reprendre dans le chrono suivant pour creuser un écart en fin de journée de plus d'une minute sur son plus proche poursuivant : « Tout a fonctionné au mieux. La voiture est vraiment parfaite. Son équilibre me permet de faire ce que je souhaite. Si je veux qu’elle dérive, elle le fait progressivement. Si je veux au contraire rouler propre, cela ne pose aucun problème. Le moins facile aujourd'hui fut le choix des pneumatiques. Ce point est un travail d’équipe, et je crois que nous pouvons tous être contents ce soir des bons choix effectués ! »,,. Disposant du temps intermédiaire de tous ses adversaires grâce à la grille de départ inversée, Loeb fait le choix de se caler sur leur rythme tout au long de la deuxième étape et de gérer son avance déjà insurmontable à la régulière : « Aujourd'hui, nous avions à gérer notre avance. Avec des conditions météo changeantes, cet exercice est toujours un peu plus délicat. Je crois que nous nous en sommes correctement tirés. ». Il enlève trois scratchs supplémentaires et maintient le même écart que la veille lors du retour au parc d'assistance, Galli ayant pour sa part abandonné dès la première spéciale en raison d'une durite mal fixée sur sa Mitsubishi Lancer Evolution VIII,,. Avec moins de 50 km à parcourir, la troisième et dernière étape n'est qu'une formalité compte tenu de la situation. Le champion du monde en titre passe au travers des derniers pièges et s'impose pour la cinquième fois de la saison, la quatrième depuis la Nouvelle-Zélande et sa cérémonie d'ouverture au cours de laquelle il reçut une fougère argentée porte-bonheur des mains des Maoris et qui ne le quitte plus depuis : « Quatre victoires de rang… C'est clair, je suis actuellement dans une période faste. Mais je veux souligner dans cette réussite le travail de l'équipe. Motivée comme jamais, elle enchaîne les sans-faute. J'ai pris beaucoup de plaisir à retrouver Carlos. Nous avons repris notre collaboration, nos échanges permanents, comme si nous nous étions quittés hier. Et puisqu'on m'a posé la question, je précise que la fougère argentée que m'ont offert les Maoris en Nouvelle-Zélande est toujours dans la voiture. Elle est un peu sèche, mais elle tient bon. Elle nous accompagnera dans les prochaines manches… ». Il ne peut en revanche prendre le temps de savourer sa victoire et doit écourter sa présence lors de la cérémonie du podium. Un avion privé doit en effet le reconduire immédiatement en France pour participer aux essais obligatoires des 24 Heures du Mans qu'il doit disputer cette année-là au sein de la structure Pescarolo Sport. Son ami et ancien mentor Carlos Sainz fait quant à lui honneur à sa réputation de régularité en apportant les points de la quatrième place à Citroën après une absence de sept mois. Ces différents succès relatifs ne remettent cependant pas en question la décision du groupe PSA de quitter le monde du rallye à la fin de la saison, laissant Loeb face à de multiples possibilités pour la suite de sa carrière qu'il n'exclut pas de poursuivre sur les circuits,,.
| Étape   | Jour   | E.S. | Heure   | Nom           | Distance | Clas. Spé.       | Temps            | Vit. Moy.        | Clas.            |
| ------- | ------ | ---- | ------- | ------------- | -------- | ---------------- | ---------------- | ---------------- | ---------------- |
| Étape 1 | 2 juin | SS1  | 19 h 00 | Efes Pilsen 1 | 2,60 km  | Spéciale annulée | Spéciale annulée | Spéciale annulée | Spéciale annulée |
| Étape 1 | 3 juin | SS2  | 7 h 08  | Phaselis 1    | 28,98 km | 1er              | 22 min 09 s 5    | 78,5 km/h        | 1er              |
| Étape 1 | 3 juin | SS3  | 8 h 16  | Arykanda 1    | 11,95 km | 1er              | 7 min 51 s 5     | 91,2 km/h        | 1er              |
| Étape 1 | 3 juin | SS4  | 11 h 14 | Perge 1       | 22,28 km | 5e               | 16 min 36 s 0    | 80,5 km/h        | 2e               |
| Étape 1 | 3 juin | SS5  | 11 h 57 | Myra 1        | 24,05 km | 1er              | 20 min 37 s 4    | 70,0 km/h        | 1er              |
| Étape 1 | 3 juin | SS6  | 12 h 40 | Arykanda 2    | 11,95 km | 1er              | 7 min 47 s 3     | 92,1 km/h        | 1er              |
| Étape 1 | 3 juin | SS7  | 15 h 38 | Perge 2       | 22,28 km | 1er              | 16 min 39 s 1    | 80,3 km/h        | 1er              |
| Étape 1 | 3 juin | SS8  | 16 h 21 | Myra 2        | 24,05 km | 1er              | 20 min 17 s 3    | 71,1 km/h        | 1er              |
| Étape 1 | 3 juin | SS9  | 18 h 04 | Efes Pilsen 2 | 2,60 km  | 1er              | 2 min 09 s 1     | 72,5 km/h        | 1er              |
| Étape 2 | 4 juin | SS10 | 7 h 33  | Kemer 1       | 20,35 km | 4e               | 14 min 34 s 6    | 83,8 km/h        | 1er              |
| Étape 2 | 4 juin | SS11 | 8 h 21  | Silyon 1      | 29,58 km | 1er              | 21 min 41 s 1    | 81,8 km/h        | 1er              |
| Étape 2 | 4 juin | SS12 | 11 h 04 | Kemer 2       | 20,35 km | 3e               | 14 min 18 s 2    | 85,4 km/h        | 1er              |
| Étape 2 | 4 juin | SS13 | 11 h 52 | Silyon 2      | 29,58 km | 2e               | 21 min 23 s 1    | 83,0 km/h        | 1er              |
| Étape 2 | 4 juin | SS14 | 15 h 00 | Chimera 1     | 16,45 km | 4e               | 12 min 07 s 8    | 81,4 km/h        | 1er              |
| Étape 2 | 4 juin | SS15 | 15 h 58 | Phaselis 2    | 28,98 km | 1er              | 22 min 15 s 0    | 78,1 km/h        | 1er              |
| Étape 2 | 4 juin | SS16 | 17 h 41 | Efes Pilsen 3 | 5,20 km  | 1er              | 4 min 06 s 2     | 76,0 km/h        | 1er              |
| Étape 3 | 5 juin | SS17 | 10 h 03 | Chimera 2     | 16,45 km | 2e               | 12 min 06 s 5    | 81,5 km/h        | 1er              |
| Étape 3 | 5 juin | SS18 | 11 h 01 | Olympos       | 33,35 km | 3e               | 25 min 08 s 3    | 79,6 km/h        | 1er              |

### 52nd Acropolis Rally
Le rallye de l'Acropole, épreuve mythique du championnat du monde aux côtés du Monte-Carlo, du RAC et des 1000 Lacs, marque la fin de la première moitié de la saison de même que celle d'une série de trois épreuves disputées sur terre abrasive. C'est également la dernière apparition de Carlos Sainz au volant d'une World Rally Car, le vétéran espagnol ayant accepté de renouveler son aide à l'équipe Citroën après la mise à pied de François Duval. Le jeune Belge se voit finalement octroyer une seconde chance par Guy Fréquelin qui le nomine pour le prochain rallye d'Argentine,,. Vainqueur de la Super-Spéciale d'ouverture organisée dans l'enceinte du Stade olympique d'Athènes, Sébastien Loeb subit ensuite de manière significative les contraintes du balayage induites par sa première place sur la grille de départ. Sur un terrain particulièrement sec et poussiéreux, l'Alsacien concède plus de dix secondes sur les deux premiers secteurs clés et pointe en sixième position. Il enregistre son premier temps scratch dans les 32 km de Zeli et remonte progressivement dans le classement général pour finalement s'emparer des commandes au détriment de Marcus Grönholm dans le dernier secteur de la première journée : « C'est le premier rallye de la saison où on est vraiment pénalisé en ouvrant la route. C'est très sec, il y a beaucoup de graviers et on a perdu pas mal de temps. Mais je ne me suis jamais inquiété quand je sentais que je perdais du temps. Je me suis dit c'est comme ça. Sur d'autres rallyes j'avais été plutôt chanceux qu'il pleuve un peu avant la course. Là, il fallait bien que je balaye une fois. »,,. L'étape est également disputée sur fond de scandale après que la pesée des voitures officiels des équipes Subaru et Mitsubishi ait révélée un déficit de près de 12 kg sur le poids minimum autorisé. Au lieu de prononcer l'exclusion des contrevenants comme le prévoit le règlement, le collège des commissaires se contenta de simples amendes, tranchant radicalement avec des jugements précédents rendus à l'encontre de Citroën et Peugeot pour lesquels des pénalités autrement importantes avaient été statuées sur des fautes jugées bénignes. Les suspicions se tournent alors vers David Richards, cumulant à la fois les fonctions de dirigeant de la structure Prodrive, supportant l'engagement des Subaru officielles, et de responsable des droits commerciaux du WRC,,,. Débarrassé le lendemain du rôle pénalisant d'ouvreur, Loeb hausse son rythme et s'adjuge la totalité des scratchs de la deuxième étape. Victime une nouvelle fois des problèmes récurrents de la Peugeot 307 WRC sur la liaison conduisant au deuxième passage de Pavliani, Grönholm casse son arbre de transmission et se voit écarter du podium, ôtant ainsi toute menace pesant sur l'Alsacien, désormais détenteur d'une avance de plus d'une minute sur Toni Gardemeister : « J'ai bien attaqué dans les deux premières spéciales de la boucle. Et encore un peu plus dans les deux dernières, plus propres. Mon feeling avec la Xsara chaussée ce matin en Michelin étroits était vraiment excellent. Quand l'osmose avec ma Citroën est à ce niveau, je joue vraiment avec, je me régale ! L'Acropole cette année est moins cassant, c'est vrai, mais du coup on roule plus fort, et on arrive plus vite sur les pièges… »,,. Semblant évoluer un cran au-dessus du rythme de ses adversaires, le champion du monde garde le contrôle lors de la dernière journée et assure ses trajectoires pour esquiver les derniers pièges de l'Acropole. Il s'impose finalement pour la première fois en terre hellénique, égalant le record de victoires consécutives en championnat du monde détenu par Ari Vatanen, Massimo Biasion et Didier Auriol avec cinq succès de rang chacun, et se met à rêver de remporter le Tour de Corse et la Finlande tout en restant lucide sur ses performances : « Cinq victoires consécutives, j'ai du mal à réaliser. Ce que je sais, c'est que grâce au travail de l'équipe pour nous donner des voitures parfaites, grâce à Michelin, nous réalisons une superbe opération dans les deux championnats. Nous ne nous croyons pas invincibles, la série s'arrêtera forcément. Pour la prolonger, il ne faut pas s'endormir. D'ailleurs nous serons en essais dès cette semaine. J'ai eu une belle bagarre pendant un jour et demi et puis, après le problème de Marcus, cela a été une autre course. ». Son coéquipier Carlos Sainz termine quant à lui à la troisième place, récoltant ainsi un quatre-vingt-dix-septième et dernier podium pour ses adieux au calendrier mondial,,,.
| Étape   | Jour    | E.S. | Heure   | Nom                    | Distance | Clas. Spé. | Temps         | Vit. Moy.  | Clas. |
| ------- | ------- | ---- | ------- | ---------------------- | -------- | ---------- | ------------- | ---------- | ----- |
| Étape 1 | 23 juin | SS1  | 18 h 00 | Athens Olympic Stadium | 2,40 km  | 1er        | 2 min 15 s 4  | 63,8 km/h  | 1er   |
| Étape 1 | 24 juin | SS2  | 9 h 38  | Eleftherohori 1        | 18,44 km | 5e         | 11 min 15 s 6 | 98,3 km/h  | 3e    |
| Étape 1 | 24 juin | SS3  | 10 h 23 | Rengini 1              | 11,84 km | 14e        | 8 min 42 s 7  | 81,5 km/h  | 6e    |
| Étape 1 | 24 juin | SS4  | 10 h 56 | Elatia - Zeli 1        | 32,55 km | 1er        | 21 min 50 s 9 | 89,4 km/h  | 5e    |
| Étape 1 | 24 juin | SS5  | 13 h 40 | Eleftherohori 2        | 18,44 km | 3e         | 11 min 00 s 2 | 100,6 km/h | 3e    |
| Étape 1 | 24 juin | SS6  | 14 h 25 | Rengini 2              | 11,84 km | 2e         | 8 min 22 s 2  | 84,9 km/h  | 2e    |
| Étape 1 | 24 juin | SS7  | 14 h 58 | Elatia - Zeli 2        | 32,55 km | 1er        | 21 min 10 s 6 | 92,2 km/h  | 1er   |
| Étape 2 | 25 juin | SS8  | 9 h 19  | Koumaritsi 1           | 7,71 km  | 1er        | 4 min 56 s 1  | 93,7 km/h  | 1er   |
| Étape 2 | 25 juin | SS9  | 9 h 39  | Pavliani 1             | 24,45 km | 1er        | 19 min 33 s 9 | 75,0 km/h  | 1er   |
| Étape 2 | 25 juin | SS10 | 10 h 28 | Stromi 1               | 14,61 km | 1er        | 11 min 31 s 0 | 76,1 km/h  | 1er   |
| Étape 2 | 25 juin | SS11 | 11 h 41 | Amfissa 1              | 14,59 km | 1er        | 9 min 14 s 1  | 94,8 km/h  | 1er   |
| Étape 2 | 25 juin | SS12 | 14 h 33 | Koumaritsi 2           | 7,71 km  | 1er        | 4 min 52 s 1  | 95,0 km/h  | 1er   |
| Étape 2 | 25 juin | SS13 | 14 h 53 | Pavliani 2             | 24,45 km | 1er        | 19 min 22 s 2 | 75,7 km/h  | 1er   |
| Étape 2 | 25 juin | SS14 | 15 h 42 | Stromi 2               | 14,61 km | 1er        | 11 min 20 s 6 | 77,3 km/h  | 1er   |
| Étape 2 | 25 juin | SS15 | 16 h 55 | Amfissa 2              | 14,59 km | 1er        | 9 min 01 s 2  | 97,1 km/h  | 1er   |
| Étape 3 | 26 juin | SS16 | 8 h 13  | Dikastro               | 26,78 km | 2e         | 21 min 00 s 5 | 76,5 km/h  | 1er   |
| Étape 3 | 26 juin | SS17 | 9 h 14  | Grammeni               | 19,66 km | 1er        | 14 min 23 s 4 | 82,0 km/h  | 1er   |
| Étape 3 | 26 juin | SS18 | 11 h 45 | Pyrgos                 | 34,80 km | 2e         | 27 min 55 s 7 | 74,8 km/h  | 1er   |
| Étape 3 | 26 juin | SS19 | 12 h 43 | Perivoli               | 17,55 km | 3e         | 15 min 05 s 3 | 69,8 km/h  | 1er   |

### 25º YPF Rally Argentina
Le championnat quitte à nouveau l'Europe pour mettre le cap sur le rallye d'Argentine, organisé en altitude au cœur de l'hiver austral et caractérisé par des passages de gués multiples. Sur un tracé resté quasiment inchangé en comparaison de l'édition précédente, Sébastien Loeb vante la diversité des spéciales au programme mais craint pour la perte de temps conséquente que devrait lui occasionner son rôle de balayeur lors de la première étape, cette dernière concentrant à elle seule près de la moitié de la distance totale à parcourir,. La retraite définitive de Carlos Sainz étant actée, Guy Fréquelin prend la décision de mettre fin à la mise à pied de François Duval en lui confiant de nouveau le volant de la deuxième Xsara avec instruction d'assurer des points pour l'équipe,. Quatrième à l'issue des deux Super-Spéciales d'ouverture, Loeb accroche la seconde place du général à l'entame des premiers secteurs significatifs, devancé de quelques secondes par Petter Solberg, deuxième à s'élancer sur la grille derrière le Français. Les fortes pluies tombées durant la nuit ayant littéralement transformé les pistes habituellement sèches et poussiéreuses en vaste champ de boue, les deux hommes voient leur position de départ se transformer en avantage du fait des rails de plus en plus profonds qui se creusent au fur et à mesure des passages. Seul Marcus Grönholm parvient à rester au contact à une quinzaine de secondes. Loeb hausse son rythme et signe trois temps scratchs consécutifs avant la fin de la première boucle pour s'emparer des commandes du rallye. À l'exception du deuxième passage de La Cumbre - Agua de Oro, au cours duquel il frôle l'accident en évitant une vache en sortie de virage, il enregistre la totalité des meilleurs temps de l'après-midi et porte son avance à plus de trente secondes au soir de la première étape : « Le bilan est plutôt positif. Comme on pouvait le craindre sur ce type de terrain, les Pirelli sont très bien aussi et on fait jeu égal. Pour l'instant tout va bien. »,. Le lendemain, sur un terrain offrant désormais des spéciales larges et roulantes rappelant la Finlande, Grönholm affiche sa domination et reprend près de vingt secondes à Loeb, plus fébrile que la veille et victime d'un tête-à-queue dans Amboy - Santa Mónica : « Ce n'est pas facile car sur les spéciales de ce matin, Marcus est sur son terrain. Déjà l'année dernière, il avait fait quasiment tous les meilleurs temps. En plus je fais une bourde, un tête-à-queue à un moment donné. Après j'ai vraiment attaqué au maximum et finalement je récupère le temps que j'avais perdu sur Solberg dans mon tête-à-queue, a priori une dizaine de secondes. On finit à peu près dans ses temps. Grönholm, lui, nous colle sept secondes. Il roule très bien. C'est chaud. ». L'Alsacien réplique après l'assistance de mi-parcours et signe deux scratchs consécutifs, stoppant ainsi l'hégémonie de son rival finlandais pour conserver un matelas de vingt-cinq secondes avant l'ultime étape,. Avec une soixantaine de kilomètres à parcourir, la dernière journée du rallye ne semble pas devoir remettre en question la tête du classement au vu des écarts enregistrés. Loeb s'adjuge un dernier scratch dans la spéciale El Cóndor, devenue mythique par ses paysages lunaires et les niveaux d'altitude qui y sont atteints sur les pentes du volcan du même nom, puis assure ses trajectoires en calant son rythme sur les temps intermédiaires de son adversaire. Il franchit la ligne d'arrivée en tête à Villa Carlos Paz, poursuivant sa série et devenant ainsi le premier pilote à s'imposer six fois consécutivement en championnat du monde. Cette septième victoire de la saison lui permet également de bousculer le record de son compatriote Didier Auriol, auteur de six succès en 1992. Sur un parcours principalement dominé par le froid, la pluie et la boue, le BTO Z8, nouvelle déclinaison du pneu Michelin équipant les Citroën depuis la Nouvelle-Zélande, s'est finalement révélé aussi performant que l'ancienne référence conçue par Pirelli,.
| Étape   | Jour    | E.S. | Heure   | Nom                                       | Distance | Clas. Spé. | Temps         | Vit. Moy.  | Clas. |
| ------- | ------- | ---- | ------- | ----------------------------------------- | -------- | ---------- | ------------- | ---------- | ----- |
| Étape 1 | 14 juil | SS1  | 19 h 05 | Pro Racing 1                              | 3,10 km  | 4e         | 2 min 11 s 7  | 84,7 km/h  | 4e    |
| Étape 1 | 14 juil | SS2  | 19 h 10 | Pro Racing 2                              | 3,10 km  | 5e         | 2 min 10 s 6  | 85,5 km/h  | 4e    |
| Étape 1 | 15 juil | SS3  | 8 h 27  | Carlos Paz - Cabalango 1                  | 14,51 km | 2e         | 9 min 52 s 7  | 88,1 km/h  | 2e    |
| Étape 1 | 15 juil | SS4  | 9 h 53  | La Cumbre - Agua de Oro 1                 | 21,18 km | 1er        | 17 min 48 s 8 | 71,3 km/h  | 2e    |
| Étape 1 | 15 juil | SS5  | 10 h 43 | Ascochinga - La Cumbre 1                  | 28,74 km | 1er        | 18 min 15 s 3 | 94,5 km/h  | 1er   |
| Étape 1 | 15 juil | SS6  | 11 h 46 | Villa Giardino - La Falda 1               | 15,50 km | 1er        | 10 min 50 s 8 | 85,7 km/h  | 1er   |
| Étape 1 | 15 juil | SS7  | 14 h 44 | La Cumbre - Agua de Oro 2                 | 21,18 km | 2e         | 17 min 37 s 1 | 72,1 km/h  | 1er   |
| Étape 1 | 15 juil | SS8  | 15 h 34 | Ascochinga - La Cumbre 2                  | 28,74 km | 1er        | 17 min 57 s 7 | 96,0 km/h  | 1er   |
| Étape 1 | 15 juil | SS9  | 16 h 37 | Villa Giardino - La Falda 2               | 15,50 km | 1er        | 10 min 53 s 3 | 85,4 km/h  | 1er   |
| Étape 1 | 15 juil | SS10 | 17 h 09 | Valle Hermoso - Casa Grande 1             | 10,95 km | 1er        | 7 min 02 s 6  | 93,3 km/h  | 1er   |
| Étape 2 | 16 juil | SS11 | 9 h 00  | Santa Rosa de Calamuchita - San Agustín 1 | 21,41 km | 3e         | 13 min 11 s 9 | 97,3 km/h  | 1er   |
| Étape 2 | 16 juil | SS12 | 9 h 53  | Las Bajadas - Villa del Dique             | 16,35 km | 2e         | 8 min 43 s 7  | 112,4 km/h | 1er   |
| Étape 2 | 16 juil | SS13 | 10 h 39 | Amboy - Santa Mónica                      | 20,29 km | 4e         | 10 min 33 s 9 | 115,2 km/h | 1er   |
| Étape 2 | 16 juil | SS14 | 11 h 59 | Santa Rosa de Calamuchita - San Agustín 2 | 21,41 km | 2e         | 13 min 03 s 9 | 98,3 km/h  | 1er   |
| Étape 2 | 16 juil | SS15 | 15 h 14 | Carlos Paz - Cabalango 2                  | 14,51 km | 1er        | 9 min 56 s 4  | 87,6 km/h  | 1er   |
| Étape 2 | 16 juil | SS16 | 15 h 47 | Tanti - Cosquín                           | 9,43 km  | 1er        | 5 min 53 s 4  | 96,1 km/h  | 1er   |
| Étape 2 | 16 juil | SS17 | 16 h 40 | Valle Hermoso - Casa Grande 2             | 10,95 km | 2e         | 7 min 42 s 1  | 85,3 km/h  | 1er   |
| Étape 3 | 17 juil | SS18 | 8 h 30  | El Cóndor - Copina 1                      | 16,82 km | 1er        | 13 min 45 s 5 | 73,4 km/h  | 1er   |
| Étape 3 | 17 juil | SS19 | 10 h 10 | Mina Clavero - Giulio Cèsare              | 24,45 km | 3e         | 19 min 54 s 4 | 73,7 km/h  | 1er   |
| Étape 3 | 17 juil | SS20 | 10 h 57 | El Cóndor - Copina 2                      | 16,82 km | 4e         | 13 min 42 s 8 | 73,6 km/h  | 1er   |
| Étape 3 | 17 juil | SS21 | 13 h 05 | Pro Racing 3                              | 3,10 km  | 11e        | 2 min 15 s 5  | 82,4 km/h  | 1er   |
| Étape 3 | 17 juil | SS22 | 13 h 10 | Pro Racing 4                              | 3,10 km  | 7e         | 2 min 12 s 3  | 84,4 km/h  | 1er   |

### 55th Neste Rally Finland

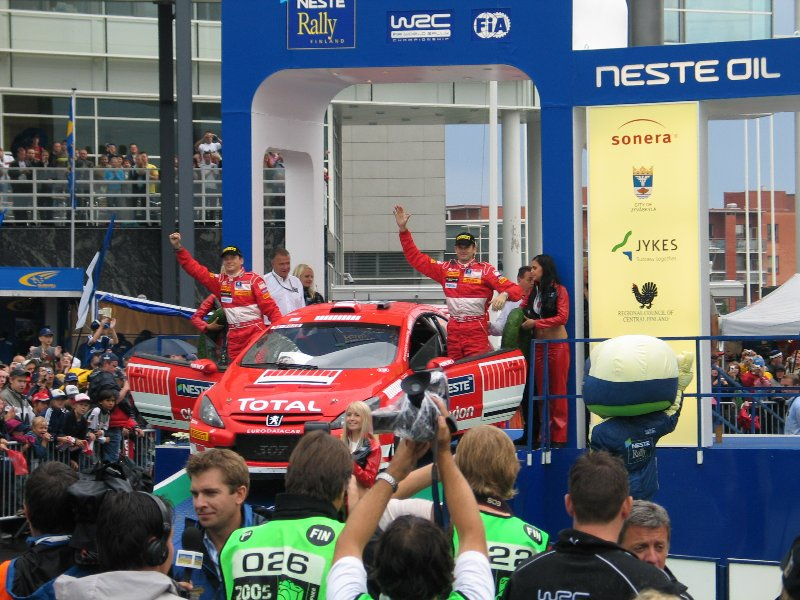
Réputé invincible sur ses terres, Marcus Grönholm met fin à la série de six victoires consécutives de Sébastien Loeb en s'imposant sur le rallye de Finlande.

Le rallye de Finlande, réputé chasse gardée des pilotes finlandais ou scandinaves, cristallise cette année-là les passions de nombreux observateurs dont le regard se braque sur le duel attendu entre Sébastien Loeb et Marcus Grönholm. Le premier reste sur une série inédite de six victoires consécutives, toutes remportées sur terre, et ne cache pas son ambition d'intégrer le cercle très fermé des pilotes non nordiques ayant réussis à s'imposer sur l'une des épreuves les plus mythiques du championnat du monde : « Je veux gagner ici. De la même façon que j'aimerais gagner tous les rallyes qui restent. Mais la Finlande, c'est le plus mythique de tous ceux que je n'ai pas encore remportés. Un succès y aurait une valeur particulière. Parce qu'il est plus difficile que partout ailleurs à conquérir. Il y a des bosses, des courbes ultra-rapides, des sauts à très haute vitesse. Et presque partout, les difficultés sont masquées. Les locaux ont l'avantage de le connaître par cœur. Cela dit, je commence moi aussi à bien maîtriser le parcours. Je partirai pour gagner. Mais je ne me lancerai pas dans des trucs impossibles. Ce n'est pas mon genre. ». Quadruple vainqueur des 1000 Lacs, Grönholm est quant à lui considéré comme la référence mondiale sur les surfaces terre roulantes et pratiquement imbattable à domicile,,,. Passé la super-spéciale d'ouverture, le Français adopte un rythme offensif dès le coup d'envoi en signant le scratch dans Lankamaa et se porte en tête pour seulement trois dixièmes. Le Finlandais réplique et s'impose dans les trois secteurs suivants, sans pour autant parvenir à distancer son rival. Demeurant au contact à moins de dix secondes, Loeb peine à suivre le rythme imposé : « J'ai commis quelques petites fautes. Ici, Grönholm va tellement vite que cela ne pardonne pas, cela se traduit tout de suite par quelques secondes de perdues. ». Le duel entre les deux hommes se resserre davantage à l'issue du premier passage de Mökkiperä au terme duquel le Finlandais abandonne plus de huit secondes, contraint de réduire son rythme pour soulager les douleurs au dos ressenties par son copilote Timo Rautiainen à la suite d'une réception de bosse brutale. L'équipage franco-monégasque se voit quant à lui confronter au même problème : « Après 10 km, on a eu un atterrissage très dur à 170 km/h environ. Tout a volé dans la voiture. Daniel a aussitôt ressenti une vive douleur aux côtes et au sternum. Moi à la nuque et aux côtes. Il avait du mal à m'annoncer les notes. Sur le moment, ça m'a ralenti, peut-être durant 2 km. Après, ça allait mieux. Il y a un petit sommet. Ce n'est pas une bosse, c'est juste une cuvette. On décolle et on atterrit très fort au fond. Là, on doit prendre environ 20 G à l'impact. ». Disputée à des vitesses moyennes supérieures aux anciens records, la première étape s'achève finalement sur un léger avantage de six secondes en faveur du Nordique,. Loeb entreprend une contre-attaque à l'entame de la deuxième journée. Auteur du premier scratch, il reprend plus de trois secondes à Grönholm et se voit en passe de s'emparer des commandes du rallye, mais son rythme baisse subitement dans les secteurs suivants où son retard atteint alors les vingt secondes à mi-parcours : « C'était bien parti. Mais on s'est un petit peu trompé dans notre choix de pneus. On a tenté un pari. Au début, ce nouveau pneu s'est avéré très performant puis il s'est écroulé. On a peut-être été optimiste. D'un autre côté, Grönholm a été très rapide. On s'y attendait. Quel que soit mon choix de pneus, Marcus aurait été devant. ». L'Alsacien décide de se lancer dans une ultime tentative pour revenir sur son adversaire dans la plus longue spéciale de l'épreuve, Moksi - Leustu. Optant pour les mêmes réglages que la veille, il ne peut que constater au fil des temps intermédiaires son impuissance à suivre le rythme du Finlandais dont l'avance croît progressivement dixième par dixième et affirmant de surcroît ne pas rouler à son maximum,. Résigné, Loeb réduit significativement son rythme dans l'optique d'assurer les points de sa deuxième place. Il franchit les quatre spéciales composant la dernière étape sans commettre d'erreurs et décroche son premier podium sur les terres finlandaises : « Deuxième en Finlande c'est un beau résultat. Bon, la série des victoires s'arrête, mais il fallait que cela s'arrête un jour. C'est comme çà. Je pense qu'en Finlande il faut accepter de pouvoir être battu par un Grönholm qui a fait une super course. Nous n'avons rien à regretter. Nous avons tenté, attaqué et il a été régulièrement un peu plus vite. Il a mérité sa victoire. ». Un an après sa dernière victoire en mondial, Grönholm s'impose pour la cinquième fois à domicile et passe devant Petter Solberg au classement Pilotes, mais se montre réaliste quant à ses chances de pouvoir revenir sur Loeb : « Au championnat, il est absolument impossible d'aller chercher Seb. Sauf s'il est d'accord pour rester chez lui durant deux rallyes. Alors, pourquoi pas. ». L'Estonien Markko Märtin complète le trio de tête et permet ainsi à Peugeot de s'emparer de la première place du championnat Constructeurs au détriment de Citroën,,,,.
| Étape   | Jour   | E.S. | Heure   | Nom                | Distance | Clas. Spé. | Temps         | Vit. Moy.  | Clas. |
| ------- | ------ | ---- | ------- | ------------------ | -------- | ---------- | ------------- | ---------- | ----- |
| Étape 1 | 4 août | SS1  | 19 h 00 | Killeri 1          | 2,60 km  | 5e         | 1 min 23 s 8  | 111,7 km/h | 5e    |
| Étape 1 | 5 aoû  | SS2  | 8 h 51  | Lankamaa           | 24,98 km | 1er        | 11 min 57 s 1 | 125,4 km/h | 1er   |
| Étape 1 | 5 aoû  | SS3  | 9 h 39  | Laukaa             | 11,82 km | 2e         | 5 min 43 s 6  | 123,8 km/h | 2e    |
| Étape 1 | 5 aoû  | SS4  | 10 h 34 | Ruuhimäki          | 7,57 km  | 2e         | 3 min 55 s 7  | 115,6 km/h | 2e    |
| Étape 1 | 5 aoû  | SS5  | 12 h 38 | Vellipohja 1       | 33,93 km | 2e         | 17 min 07 s 5 | 118,9 km/h | 2e    |
| Étape 1 | 5 aoû  | SS6  | 13 h 46 | Mökkiperä 1        | 13,96 km | 2e         | 6 min 50 s 7  | 122,4 km/h | 2e    |
| Étape 1 | 5 aoû  | SS7  | 16 h 06 | Vellipohja 2       | 33,93 km | 2e         | 16 min 59 s 7 | 119,8 km/h | 2e    |
| Étape 1 | 5 aoû  | SS8  | 17 h 14 | Mökkiperä 2        | 13,96 km | 1er        | 6 min 47 s 5  | 123,3 km/h | 2e    |
| Étape 1 | 5 aoû  | SS9  | 18 h 37 | Killeri 2          | 2,60 km  | 6e         | 1 min 22 s 0  | 114,1 km/h | 2e    |
| Étape 2 | 6 aoû  | SS10 | 7 h 06  | Vaheri             | 19,84 km | 1er        | 9 min 45 s 6  | 122,0 km/h | 2e    |
| Étape 2 | 6 aoû  | SS11 | 8 h 20  | Ouninpohja Länsi 1 | 13,98 km | 3e         | 6 min 39 s 0  | 126,1 km/h | 2e    |
| Étape 2 | 6 aoû  | SS12 | 8 h 43  | Ouninpohja Itä 1   | 16,55 km | 4e         | 8 min 03 s 1  | 123,3 km/h | 2e    |
| Étape 2 | 6 aoû  | SS13 | 11 h 44 | Urria              | 10,00 km | 6e         | 4 min 44 s 1  | 126,7 km/h | 2e    |
| Étape 2 | 6 aoû  | SS14 | 13 h 07 | Ouninpohja Länsi 2 | 13,98 km | 2e         | 6 min 30 s 4  | 128,9 km/h | 2e    |
| Étape 2 | 6 aoû  | SS15 | 13 h 30 | Ouninpohja Itä 2   | 16,55 km | 2e         | 7 min 48 s 2  | 127,3 km/h | 2e    |
| Étape 2 | 6 aoû  | SS16 | 16 h 48 | Moksi - Leustu     | 40,96 km | 2e         | 20 min 22 s 8 | 120,6 km/h | 2e    |
| Étape 2 | 6 aoû  | SS17 | 18 h 04 | Himos              | 12,90 km | 12e        | 7 min 36 s 9  | 101,6 km/h | 2e    |
| Étape 3 | 7 aoû  | SS18 | 9 h 44  | Kuohu 1            | 7,80 km  | 7e         | 3 min 49 s 0  | 122,6 km/h | 2e    |
| Étape 3 | 7 aoû  | SS19 | 10 h 42 | Kruununperä 1      | 25,48 km | 1er        | 11 min 53 s 2 | 128,6 km/h | 2e    |
| Étape 3 | 7 aoû  | SS20 | 11 h 55 | Kuohu 2            | 7,80 km  | 8e         | 3 min 48 s 0  | 123,2 km/h | 2e    |
| Étape 3 | 7 aoû  | SS21 | 12 h 53 | Kruununperä 2      | 25,48 km | 8e         | 12 min 09 s 8 | 125,7 km/h | 2e    |

### 24. OMV ADAC Rallye Deutschland
Après huit manches consécutives disputées sur terre, le rallye d'Allemagne marque le retour des revêtements asphalte. Triple vainqueur en titre de l'épreuve, disputée à proximité de son Alsace natale, Sébastien Loeb se montre désireux de poursuivre la série, qui plus est sur la surface qu'il affectionne le plus,. Le Français prend le départ sur un rythme soutenu et se porte en tête dès l'issue de la première spéciale. Derrière lui, les écarts commencent à se creuser. Parti en tête-à-queue, Petter Solberg lâche plus de trente-cinq secondes sur le premier secteur tandis que Marcus Grönholm en abandonne plus de dix dans chaque passage, se retrouvant relégué au-delà de la minute en fin de journée. Seul son coéquipier François Duval parvient à suivre la cadence sur un terrain lui rappelant les rallyes du championnat belge. Il prendra provisoirement les commandes en enregistrant le meilleur temps de la troisième spéciale. Loeb s'impose quant à lui sur tous les autres chronos de la première étape et conserve la place de leader au moment de rejoindre le parc fermé tout en demeurant sous la menace de Duval : « Derrière, tout le monde est à plus d'une minute. C'est impressionnant. Pour nous tout va bien. Sans doute les Michelin sont-ils meilleurs que les Pirelli. Maintenant, c'est à François de voir. En ce qui me concerne, j'aime bien la bagarre. Là, on s'éclate, on est sur un bon rythme. C'est comme ça que l'on se sent le mieux dans la voiture. On se fait plaisir, on roule au maximum. J'aimerai bien que cela continue. ». L'écart sur les équipes adverses étant conséquent, Guy Fréquelin entrevoit la possibilité d'un doublé qui permettrait à Citroën de reprendre la tête du championnat Constructeurs et demande donc à ses deux pilotes de ne pas s'aventurer dans une prise de risques inconsidérée,,. La marque aux chevrons frôle la catastrophe le lendemain dès le premier passage de Bosenberg. Loeb part en tête-à-queue dans la spéciale mais parvient à redresser immédiatement sa Xsara quand Duval endommage son bouclier avant et les canalisations de refroidissement de ses freins lors d'une sortie de route dans un champ. Le Belge abandonne près de vingt secondes dans la mésaventure et Citroën prend la décision de figer les positions. Le champion du monde stoppe alors la prise de risques et sillonne la deuxième étape sans incidents, titulaire d'une avance désormais proche des trente secondes : « J'ai haussé la cadence dans les parties propres et je suis resté très prudent dans les portions recouvertes de gravette, avec des rails. On prend évidemment moins de plaisir dans une journée comme celle-ci que dans une bonne bagarre. Mais savoir gérer fait partie du métier de pilote. Compte tenu des écarts, il n’y avait pas d’autre chose à faire… »,,. Il s'impose finalement pour la quatrième fois consécutive en terre germanique au terme d'une troisième journée de course tenant plus de la formalité et accentue sa marge comptable au classement mondial au point de pouvoir envisager mathématiquement le titre dès l'épreuve suivante : « Chacun sait que je considère ce rallye comme mon rallye à domicile. C'est celui où mes amis d'enfance viennent me voir. J'avais vraiment envie de gagner à nouveau et j'y suis parvenu. C'est une sensation très agréable. Nous avons roulé très vite le premier jour, tout comme François, puis il a fallu gérer. C'est moins amusant mais ceci est largement compensé par le plaisir d'apporter un superbe résultat à l'équipe. Tout cela est de très bon augure pour la suite. ». Décrochant son premier doublé de la saison, la marque aux chevrons reprend la tête du championnat Constructeurs et créé la surprise en annonçant par la voix de son directeur général Claude Satinet la possibilité d'un retour de la structure française en WRC à compter de la saison 2007, avec comme préalable l'entérinement en octobre d'une politique drastique de réduction des coûts par la FIA. Bien que son horizon sportif semble s'éclaircir, Loeb reste à ce moment confronté à des choix difficiles. La solution naturelle consiste à tenter le pari du retour de Citroën sans se garantir de programme ferme pour 2006 tout en déclinant des offres concrètes mais limitées, Marcus Grönholm se retrouvant également sur le marché avec le retrait de Peugeot. L'autre possibilité implique d'abandonner l'équipe qui l'a fait connaître et de répondre immédiatement aux courtisaneries du patron de l'écurie Ford Malcolm Wilson,,,.
| Étape   | Jour   | E.S. | Heure   | Nom                  | Distance | Clas. Spé. | Temps         | Vit. Moy.  | Clas. |
| ------- | ------ | ---- | ------- | -------------------- | -------- | ---------- | ------------- | ---------- | ----- |
| Étape 1 | 26 aoû | SS1  | 9 h 53  | Ruwertal - Fell 1    | 26,60 km | 1er        | 15 min 37 s 5 | 102,1 km/h | 1er   |
| Étape 1 | 26 aoû | SS2  | 10 h 51 | Dhrontal 1           | 12,60 km | 1er        | 7 min 50 s 3  | 96,4 km/h  | 1er   |
| Étape 1 | 26 aoû | SS3  | 11 h 49 | Schönes Moselland 1  | 20,47 km | 2e         | 11 min 55 s 1 | 103,1 km/h | 2e    |
| Étape 1 | 26 aoû | SS4  | 14 h 57 | Ruwertal - Fell 2    | 26,60 km | 1er        | 15 min 13 s 5 | 104,8 km/h | 1er   |
| Étape 1 | 26 aoû | SS5  | 15 h 55 | Dhrontal 2           | 12,60 km | 1er        | 7 min 38 s 5  | 98,9 km/h  | 1er   |
| Étape 1 | 26 aoû | SS6  | 16 h 53 | Schönes Moselland 2  | 20,47 km | 1er        | 11 min 39 s 1 | 105,4 km/h | 1er   |
| Étape 2 | 27 aoû | SS7  | 8 h 36  | Bosenberg 1          | 22,50 km | 1er        | 12 min 29 s 8 | 108,0 km/h | 1er   |
| Étape 2 | 27 aoû | SS8  | 9 h 44  | Panzerplatte 1       | 29,56 km | 1er        | 17 min 17 s 0 | 102,6 km/h | 1er   |
| Étape 2 | 27 aoû | SS9  | 12 h 19 | Erzweiler 1          | 18,21 km | 1er        | 11 min 02 s 2 | 99,0 km/h  | 1er   |
| Étape 2 | 27 aoû | SS10 | 12 h 57 | Panzerplatte 2       | 29,56 km | 2e         | 17 min 16 s 1 | 102,7 km/h | 1er   |
| Étape 2 | 27 aoû | SS11 | 15 h 32 | Erzweiler 2          | 18,21 km | 1er        | 10 min 50 s 5 | 100,8 km/h | 1er   |
| Étape 2 | 27 aoû | SS12 | 16 h 35 | Bosenberg 2          | 22,50 km | 2e         | 12 min 30 s 3 | 108,0 km/h | 1er   |
| Étape 2 | 27 aoû | SS13 | 17 h 23 | St. Wendel 1         | 6,23 km  | 1er        | 3 min 24 s 4  | 109,7 km/h | 1er   |
| Étape 3 | 28 aoû | SS14 | 8 h 18  | St. Wendeler Land 1  | 16,37 km | 1er        | 8 min 59 s 1  | 109,3 km/h | 1er   |
| Étape 3 | 28 aoû | SS15 | 8 h 51  | Freisen - Westrich 1 | 18,70 km | 1er        | 11 min 32 s 1 | 97,3 km/h  | 1er   |
| Étape 3 | 28 aoû | SS16 | 9 h 34  | Birkenfelder Land    | 13,68 km | 6e         | 7 min 57 s 1  | 103,2 km/h | 1er   |
| Étape 3 | 28 aoû | SS17 | 11 h 22 | St. Wendeler Land 2  | 16,37 km | 8e         | 9 min 07 s 5  | 107,6 km/h | 1er   |
| Étape 3 | 28 aoû | SS18 | 11 h 55 | Freisen - Westrich 2 | 18,70 km | 5e         | 11 min 31 s 2 | 97,4 km/h  | 1er   |
| Étape 3 | 28 aoû | SS19 | 12 h 50 | St. Wendel 2         | 6,23 km  | 1er        | 3 min 21 s 9  | 111,1 km/h | 1er   |

### 61st Wales Rally GB

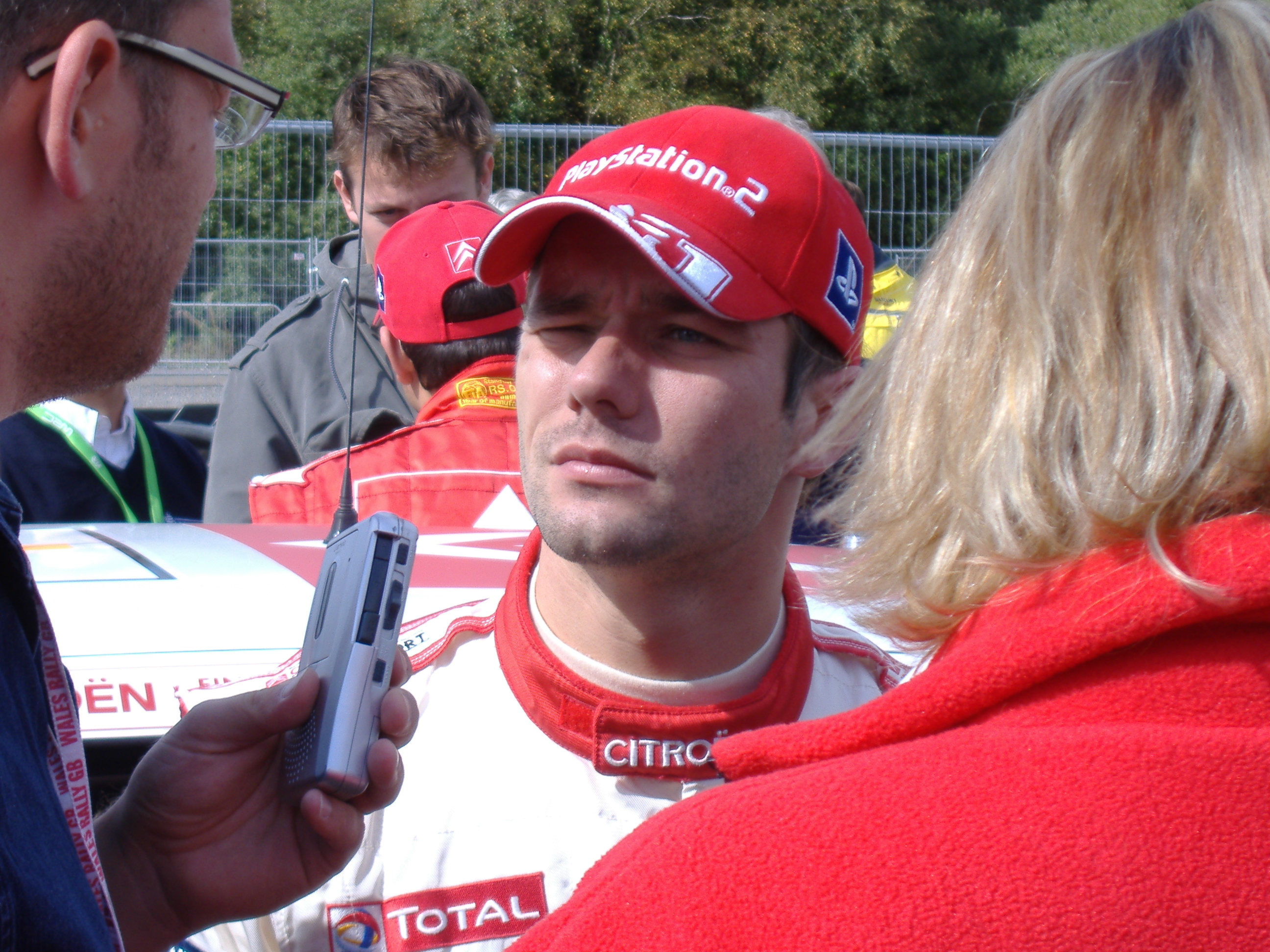
À la suite de la mort accidentelle du copilote Michael Park lors du rallye de Grande-Bretagne, Sébastien Loeb refuse une victoire acquise et synonyme de deuxième titre mondial en s'infligeant volontairement une pénalité avant de franchir la ligne d'arrivée.

Titulaire d'une marge de plus de trente points au classement Pilotes, Sébastien Loeb peut mathématiquement s'adjuger un deuxième titre mondial consécutif dès le rallye de Grande-Bretagne. De nouveau positionnée à la fin de la saison estivale, sans tenir son rôle traditionnel de clôture du championnat, la manche britannique débute mal pour l'Alsacien, victime d'une violente sortie de route lors d'essais privés organisés deux semaines avant le coup d'envoi. Désireux de prendre sa revanche sur Petter Solberg, sorti vainqueur des trois éditions précédentes dont celle de 2003 qui détermina l'attribution du titre entre les deux hommes, le Français affirme cependant ne pas être prêt à prendre tous les risques dans un hypothétique duel afin de garder en considération l'objectif du sacre chez les constructeurs revendiqué par Citroën,,,. Sur un terrain fortement détrempé, il accroche la seconde position dès l'entame du rallye, devancé par Marcus Grönholm, auteur du premier scratch et parti sur un rythme soutenu. Le Finlandais abandonne finalement plus d'une minute dans le secteur suivant, victime de freins défectueux sur sa Peugeot 307 WRC. Malgré un tête-à-queue et le calage de son moteur, Loeb profite de ce fait de course pour prendre les commandes, huit dixièmes seulement devant Solberg. L'Alsacien enregistre deux temps scratchs consécutifs à mi-parcours et porte son avance à près de vingt secondes sur son rival norvégien avant de s'en voir retirer dix à la suite d'une pénalité prononcée par les commissaires de course, ceux-ci estimant que la Xsara du champion du monde était sortie du parc d'assistance une seconde trop tard en dépit du pointage correct indiqué sur le carnet de son copilote Daniel Elena. Les dernières spéciales de la journée sont marquées par la remontée significative de Grönholm, revenu de la dix-neuvième à la quatrième place grâce à deux meilleurs temps supplémentaires. Sur des routes asséchées par rapport aux conditions matinales, Loeb parvient à conserver la tête du rallye pour moins de dix secondes malgré un choix de pneumatiques non optimal : « Dans le premier passage c'était 100% mouillé, au deuxième passage, c'était sec à 95%. Nous avions opté pour des pneus trop tendres et, avec la gravette, c'était un handicap d'ouvrir la route. »,,,. Il opte pour un rythme plus offensif dès l'entame de la deuxième journée et frôle l'accident après quelques hectomètres sur des portions qu'il connaissait mal : « Je me suis fait une chaleur après cinq cents mètres au départ de la première spéciale ce matin. On est tombé un peu dans le fossé. Finalement on s'en est sorti. Mais c'était un peu chaud. C'était une erreur de note. J'avais un peu surestimé le virage. C'est pour cette raison que je me suis fait surprendre. Après je me suis méfié un peu plus dans la nouvelle partie. Dès la partie connue, j'ai repris un bon rythme. ». Il remporte malgré tout l'ensemble des temps scratchs au programme de la seconde étape à l'exception de la Super-Spéciale organisée dans le Millennium Stadium de Cardiff. Désormais titulaire d'une avance supérieure à quarante secondes sur Petter Solberg avant de disputer les quatre derniers chronos, seul un incident de course semble pouvoir l'empêcher de devenir le premier Français à inscrire son nom au palmarès du RAC. L'obtention d'un deuxième titre mondial au Pays de Galles est cependant compromise par la présence de Marcus Grönholm en troisième position du classement général,,. Les événements prennent une tournure dramatique dans la quinzième spéciale, lors du dernier jour de compétition. La deuxième Peugeot 307 WRC pilotée par Markko Märtin est victime d'une violente sortie de route à pleine vitesse et percute un arbre sur le côté droit. Le copilote anglais Michael Park ne survit pas à l'accident. La spéciale est neutralisée pour faciliter l'arrivée des secours et décision est prise par les organisateurs du rallye d'annuler le parcours restant ainsi que la cérémonie du podium. En signe de deuil vis-à-vis de son coéquipier, Grönholm prend la décision de se retirer de la course en accord avec la direction de Peugeot. Alors virtuellement sacré champion du monde, Sébastien Loeb refuse de se voir couronner dans ces conditions et choisit de pointer volontairement en avance au parc fermé et d'écoper ainsi d'une pénalité de deux minutes le rétrogradant en troisième position : « Je ne peux pas penser me retrouver champion du monde comme ça, dans ces circonstances là. C'est un sport. Je me bats à la régulière et, à partir du moment ou Marcus se retire, je préfère ne pas gagner. Tout ça c'est n'importe quoi. Il fallait arrêter complètement le rallye. Marcus ne s'est pas posé de question. À partir de là, pour moi, c'était clair. Solberg ? Je m'en fous. Chacun est libre d'apprécier la situation comme il le veut. De toutes les façons, qu'il gagne ou pas, ce n'est pas ça qui est le plus important aujourd'hui. »,,,,,.
| Étape   | Jour   | E.S. | Heure   | Nom         | Distance | Clas. Spé.         | Temps              | Vit. Moy.          | Clas.              |
| ------- | ------ | ---- | ------- | ----------- | -------- | ------------------ | ------------------ | ------------------ | ------------------ |
| Étape 1 | 16 sep | SS1  | 7 h 58  | Brechfa 1   | 22,00 km | 2e                 | 12 min 44 s 8      | 103,6 km/h         | 2e                 |
| Étape 1 | 16 sep | SS2  | 8 h 36  | Trawscoed 1 | 18,56 km | 2e                 | 11 min 27 s 2      | 97,2 km/h          | 1er                |
| Étape 1 | 16 sep | SS3  | 10 h 41 | Rheola 1    | 27,81 km | 1er                | 15 min 19 s 5      | 108,9 km/h         | 1er                |
| Étape 1 | 16 sep | SS4  | 13 h 42 | Brechfa 2   | 22,00 km | 1er                | 12 min 16 s 2      | 107,6 km/h         | 1er                |
| Étape 1 | 16 sep | SS5  | 14 h 20 | Trawscoed 2 | 18,56 km | 2e                 | 10 min 54 s 0      | 102,2 km/h         | 1er                |
| Étape 1 | 16 sep | SS6  | 16 h 25 | Rheola 2    | 27,81 km | 6e                 | 15 min 20 s 3      | 108,8 km/h         | 1er                |
| Étape 2 | 17 sep | SS7  | 10 h 28 | Crychan 1   | 19,47 km | 1er                | 10 min 26 s 3      | 111,9 km/h         | 1er                |
| Étape 2 | 17 sep | SS8  | 11 h 06 | Epynt 1     | 13,33 km | 1er                | 7 min 20 s 3       | 109,0 km/h         | 1er                |
| Étape 2 | 17 sep | SS9  | 11 h 41 | Halfway 1   | 18,58 km | 1er                | 10 min 22 s 5      | 107,5 km/h         | 1er                |
| Étape 2 | 17 sep | SS10 | 15 h 23 | Crychan 2   | 19,47 km | 1er                | 10 min 17 s 7      | 113,5 km/h         | 1er                |
| Étape 2 | 17 sep | SS11 | 16 h 01 | Epynt 2     | 13,33 km | 1er                | 7 min 13 s 3       | 110,8 km/h         | 1er                |
| Étape 2 | 17 sep | SS12 | 16 h 36 | Halfway 2   | 18,58 km | 1er                | 10 min 15 s 8      | 108,6 km/h         | 1er                |
| Étape 2 | 17 sep | SS13 | 18 h 59 | Cardiff     | 1,10 km  | 2e                 | 1 min 04 s 8       | 61,1 km/h          | 1er                |
| Étape 3 | 18 sep | SS14 | 7 h 58  | Resolfen 1  | 29,39 km | 3e                 | 14 min 47 s 8      | 119,2 km/h         | 1er                |
| Étape 3 | 18 sep | SS15 | 8 h 59  | Margam 1    | 27,42 km | Temps forfaitaire  | Temps forfaitaire  | Temps forfaitaire  | 1er                |
| Étape 3 | 18 sep | SS16 | 11 h 28 | Resolfen 2  | 29,39 km | Spéciales annulées | Spéciales annulées | Spéciales annulées | Spéciales annulées |
| Étape 3 | 18 sep | SS17 | 12 h 29 | Margam 2    | 27,42 km | Spéciales annulées | Spéciales annulées | Spéciales annulées | Spéciales annulées |

### 5th Rally Japan
C'est dans le cadre de la deuxième édition du rallye du Japon en championnat du monde que le sacre annoncé de Sébastien Loeb semble se préciser envers et contre tout. Sur un tracé caractérisé par la présence de hautes herbes le long des pistes, masquant ainsi aux pilotes la nature des bas-côtés et des sorties de virage, l'Alsacien ne doit pas concéder plus de quatre points à Marcus Grönholm pour décrocher mathématiquement un deuxième titre. Une place sur le podium suffirait ainsi, quel que soit le cas de figure. Les événements survenus lors du rallye de Grande-Bretagne sont également toujours ancrés dans les mémoires. Markko Märtin choisit de mettre un terme à sa carrière et ne participera plus jamais à une manche du calendrier mondial. C'est dès lors au Suédois Daniel Carlsson que la marque au Lion fait appel pour prendre le volant de la deuxième 307 WRC. La décision de Loeb de renoncer à une victoire acquise a quant à elle rencontré un écho d'estime au sein du paddock, notamment auprès de Petter Solberg : « Le résultat final montre que j'ai gagné cette épreuve. Mais pour moi je n'ai terminé que deuxième. Le vrai vainqueur, c'est Sébastien. Il méritait la victoire mais je comprends les raisons qui l'ont poussé à faire ce qu'il a fait. », ainsi que de Jean-Pierre Nicolas, directeur de Peugeot Sport : « Le geste de Sébastien est remarquable. Je lui ai téléphoné mardi soir pour le lui dire. »,,,. Le pilote Citroën prend le départ de la première étape avec l'objectif assumé d'assurer les points suffisants pour l'obtention du titre mondial. Parti sur un rythme prudent et sans prise de risques en supportant la contrainte significative du balayage sur les routes graveleuses d'Hokkaidō, il pointe au-delà de la dixième place à l'issue de la première spéciale et entame progressivement une lente remontée. Il signe son premier scratch dès le secteur suivant et limite les dégâts en ne concédant que quinze secondes dans le premier passage de Kunneywa - Niueo, juge de paix du rallye avec ses 50 km. Quatrième du général à l'assistance de mi-journée, Loeb profite d'un terrain en partie nettoyé lors de la deuxième boucle pour passer coup sur coup Marcus Grönholm et l'Australien Chris Atkinson et accrocher ainsi la seconde place au soir de la première étape : « Dans le premier passage de la longue, c'était plutôt pas mal, mais j'ai peut-être un peu trop géré mes pneus, été sur la défensive. Et puis je ne voulais pas prendre de risques. Donc il n'y a pas trop à se plaindre. Le podium, c'est le but recherché. Le plus dur a été de trouver le bon rythme pour être avec Solberg et Grönholm sans prendre de risques. Maintenant l'avance sur Marcus n'est pas si grande que ça et il va falloir conserver ce rythme. Mais mon objectif reste le podium. Pas d'aller chercher Solberg. ». Le lendemain matin, sur un terrain rendu boueux par les averses tombées durant la nuit, l'Alsacien opte pour un choix de pneus se révélant finalement inadapté. Constatant dans la foulée le rythme adopté par Grönholm dans les spéciales de la deuxième étape, impossible à calquer sans augmenter la prise de risques, il décide d'abdiquer et d'assurer une troisième place synonyme de titre mondial en laissant le Finlandais revenir sur lui : « On a tenté de rouler avec un nouveau pneu. D'entrée, j'ai vu que Grönholm était sur un gros rythme, que je ne pouvais pas suivre. Le pneu n'étant pas du tout adapté au sol, tantôt dur, tantôt boueux, j'ai décidé de laisser tomber. Avec les ornières énormes sur les routes, c'en est parfois ridicule, il aurait fallu prendre de gros risques pour être dans le rythme de Grönholm. Or, dans ma situation, cela aurait été stupide. »,. La dernière journée de course est cependant marquée par l'abandon du leader Petter Solberg, victime d'un accident après avoir heurté une pierre dans l'avant-dernière spéciale et laissant ainsi à Loeb une deuxième place plus que suffisante. Le champion du monde en titre ne commet pas d'erreurs et se succède à lui-même en décrochant son deuxième sacre consécutif, une première pour un pilote de rallye français. Auteur de son dixième podium de la saison, il égale du même coup le record de son ami Carlos Sainz datant de 1990. La victoire finale revient à Marcus Grönholm qui profite de l'occasion pour honorer la mémoire de son coéquipier disparu :« La chose la plus importante pour moi est de dédier cette victoire à la mémoire de Michael Park : nous y tenions pour lui ! Nous avons attaqué jusqu'au bout, dans le même rythme que Petter Solberg. Qu'il soit sorti de la route pour cela ou pas, nous ne le saurons jamais mais nous n'étions jamais très loin de lui. »,,,,. En marge de la compétition, l'avenir professionnel du nouveau champion du monde tend à s'éclaircir au vu de certaines déclarations laissant augurer une saison 2006 de transition au sein de l'équipe belge privée Kronos Racing et toujours au volant d'une Xsara, avant le retour officiel de la marque aux chevrons à compter de 2007.
| Étape   | Jour    | E.S. | Heure   | Nom                | Distance | Clas. Spé. | Temps         | Vit. Moy.  | Clas. |
| ------- | ------- | ---- | ------- | ------------------ | -------- | ---------- | ------------- | ---------- | ----- |
| Étape 1 | 30 sep  | SS1  | 7 h 33  | Pawse Kamuy 1      | 9,05 km  | 12e        | 4 min 51 s 3  | 111,8 km/h | 12e   |
| Étape 1 | 30 sep  | SS2  | 8 h 19  | Rikubetsu 1        | 2,73 km  | 1er        | 2 min 08 s 1  | 76,7 km/h  | 8e    |
| Étape 1 | 30 sep  | SS3  | 8 h 52  | Kunneywa - Niueo 1 | 50,06 km | 3e         | 28 min 17 s 4 | 106,2 km/h | 4e    |
| Étape 1 | 30 sep  | SS4  | 9 h 59  | Sipirkakim 1       | 18,74 km | 3e         | 10 min 21 s 5 | 108,6 km/h | 4e    |
| Étape 1 | 30 sep  | SS5  | 14 h 12 | Pawse Kamuy 2      | 9,05 km  | 8e         | 4 min 42 s 4  | 115,4 km/h | 4e    |
| Étape 1 | 30 sep  | SS6  | 14 h 58 | Rikubetsu 2        | 2,73 km  | 2e         | 2 min 07 s 7  | 77,0 km/h  | 4e    |
| Étape 1 | 30 sep  | SS7  | 15 h 31 | Kunneywa - Niueo 2 | 50,06 km | 1er        | 27 min 10 s 0 | 110,6 km/h | 2e    |
| Étape 1 | 30 sep  | SS8  | 16 h 38 | Sipirkakim 2       | 18,74 km | 2e         | 10 min 25 s 6 | 107,8 km/h | 2e    |
| Étape 1 | 30 sep  | SS9  | 18 h 42 | Satsunai 1         | 2,10 km  | 3e         | 1 min 39 s 1  | 76,3 km/h  | 2e    |
| Étape 2 | 1er oct | SS10 | 7 h 20  | Sinotcaki 1        | 6,28 km  | 6e         | 4 min 04 s 8  | 92,4 km/h  | 2e    |
| Étape 2 | 1er oct | SS11 | 8 h 16  | Emina 1            | 8,18 km  | 4e         | 5 min 52 s 3  | 83,6 km/h  | 2e    |
| Étape 2 | 1er oct | SS12 | 08 h 51 | Pawse Kamuy 3      | 9,05 km  | 6e         | 4 min 42 s 8  | 115,2 km/h | 3e    |
| Étape 2 | 1er oct | SS13 | 9 h 37  | Rikubetsu 3        | 2,73 km  | 4e         | 2 min 14 s 4  | 73,1 km/h  | 3e    |
| Étape 2 | 1er oct | SS14 | 10 h 33 | Menan 1            | 16,25 km | 8e         | 10 min 48 s 9 | 90,2 km/h  | 3e    |
| Étape 2 | 1er oct | SS15 | 13 h 15 | Sinotcaki 2        | 6,28 km  | 10e        | 4 min 03 s 0  | 93,0 km/h  | 3e    |
| Étape 2 | 1er oct | SS16 | 14 h 11 | Emina 2            | 8,18 km  | 3e         | 5 min 46 s 5  | 85,0 km/h  | 3e    |
| Étape 2 | 1er oct | SS17 | 14 h 46 | Pawse Kamuy 4      | 9,05 km  | 8e         | 4 min 46 s 0  | 113,9 km/h | 3e    |
| Étape 2 | 1er oct | SS18 | 15 h 21 | Nupri Pake         | 13,90 km | 5e         | 7 min 08 s 7  | 116,7 km/h | 3e    |
| Étape 2 | 1er oct | SS19 | 16 h 02 | Rikubetsu 4        | 2,73 km  | 3e         | 2 min 09 s 3  | 76,0 km/h  | 3e    |
| Étape 2 | 1er oct | SS20 | 16 h 58 | Menan 2            | 16,25 km | 2e         | 10 min 36 s 6 | 91,9 km/h  | 3e    |
| Étape 2 | 1er oct | SS21 | 18 h 26 | Satsunai 2         | 2,10 km  | 4e         | 1 min 38 s 3  | 76,9 km/h  | 3e    |
| Étape 3 | 2 oct   | SS22 | 7 h 50  | Panke Nikorpet 1   | 17,04 km | 6e         | 9 min 51 s 7  | 103,7 km/h | 3e    |
| Étape 3 | 2 oct   | SS23 | 8 h 26  | Penke 1            | 24,88 km | 4e         | 15 min 10 s 8 | 98,3 km/h  | 3e    |
| Étape 3 | 2 oct   | SS24 | 10 h 45 | Satsunai 3         | 2,10 km  | 1er        | 1 min 36 s 8  | 78,1 km/h  | 3e    |
| Étape 3 | 2 oct   | SS25 | 12 h 08 | Panke Nikorpet 2   | 17,04 km | 7e         | 9 min 46 s 1  | 104,7 km/h | 2e    |
| Étape 3 | 2 oct   | SS26 | 12 h 44 | Penke 2            | 24,88 km | 3e         | 14 min 54 s 0 | 100,2 km/h | 2e    |

### 49eTour de Corse – Rallye de France
Libéré de la pression du championnat Pilotes, Sébastien Loeb reçoit carte blanche de la part de Citroën pour jouer la gagne au Tour de Corse et effacer la déception ressentie l'année précédente lorsqu'il avait du refréner ses envies de s'imposer sur son épreuve nationale pour assurer son premier titre,. Épreuve asphalte oblige, l'Alsacien n'est cette fois-ci limité d'aucune sorte par les contraintes d'un quelconque balayage dû à sa première place sur la grille de départ. Il signe le temps scratch de la première spéciale dans le Col de Saint-Eustache et creuse des écarts déjà significatifs sur la concurrence, son plus proche poursuivant Marcus Grönholm accusant un passif de plus de treize secondes. Le Finlandais lâche définitivement prise à l'entame de la deuxième boucle avant de connaître in fine des problèmes mécaniques consécutifs à un pari risqué de la part de Peugeot : « Nos deux 307 WRC étaient équipées pour la première fois cette année de notre boîte de vitesses à double embrayage. Elle nous aurait permis de gagner quinze à vingt secondes sur l'ensemble du rallye. Malheureusement et malgré une longue période de fiabilisation, Marcus a bloqué sa boîte après l'arrivée de la quatrième et dernière épreuve de la journée et a dû abandonner. C'est un coup dur ! ». Sur un terrain entièrement sec et conservant en mémoire la faute qui l'avait éliminée lors de l'édition 2003, le champion du monde enchaîne les meilleurs temps et accroît son avance au-delà des quarante secondes sur son nouveau dauphin François Duval : « Mon adversaire maintenant c'est moi. Il ne faut pas commettre d'erreur, rester concentré. On a vu qu'au niveau du rythme, on allait plus vite que les autres. J'espère que l'on pourra le garder samedi. »,,,. Loeb poursuit le lendemain sa série d'invincibilité en spéciales sur des secteurs plus sales que la veille, recouverts par endroits de sable et de plaques d'humidité. Victime de problèmes de freins, son coéquipier rétrograde en quatrième position à plus de deux minutes, laissant le Français sans concurrence aux avant-postes en dépit d'une prise de risques maîtrisée : « En ayant levé le pied, je suis quand même devant mais cet après-midi cela risque d'être plus difficile avec François qui va tenter de refaire son handicap après ses problèmes de freins du matin. »,,. L'Alsacien s'impose de nouveau sur l'ensemble des chronos au programme de la dernière journée de course pour décrocher sa première victoire à domicile et rentre une fois de plus dans l'Histoire en devenant le premier pilote à signer la totalité des temps scratchs d'un rallye mondial. Un fait sans précédent depuis la création du championnat en 1973 et qualifié de Grand Chelem par certains médias : « Tout le monde attendait que je gagne en Corse, il fallait bien faire quelque chose. J'avais vraiment une grande envie de gagner ici, parce que c'est le Rallye de France et aussi parce que je prends énormément de plaisir à piloter sur ces routes. J'avoue qu'en début de saison, j'avais fait de la victoire en Finlande et en Corse deux objectifs prioritaires. Marcus a été le plus fort en Finlande, je suis ravi de remporter comme lui ma manche nationale, en y mettant la manière. ». Le sentiment général est en revanche plus nuancé au sein de l'écurie Citroën qui voit son sacre chez les constructeurs retardé pour quelques points en raison de la sortie de route de François Duval survenue le dimanche matin,,.
| Étape   | Jour   | E.S. | Heure   | Nom                            | Distance | Clas. Spé. | Temps         | Vit. Moy.  | Clas. |
| ------- | ------ | ---- | ------- | ------------------------------ | -------- | ---------- | ------------- | ---------- | ----- |
| Étape 1 | 21 oct | SS1  | 9 h 18  | Ampaza - Col St. Eustache 1    | 32,88 km | 1er        | 21 min 02 s 4 | 93,8 km/h  | 1er   |
| Étape 1 | 21 oct | SS2  | 10 h 11 | Aullène - Arbellara 1          | 27,78 km | 1er        | 16 min 06 s 9 | 103,4 km/h | 1er   |
| Étape 1 | 21 oct | SS3  | 14 h 24 | Ampaza - Col St. Eustache 2    | 32,88 km | 1er        | 21 min 06 s 4 | 93,5 km/h  | 1er   |
| Étape 1 | 21 oct | SS4  | 15 h 17 | Aullène - Arbellara 2          | 27,78 km | 1er        | 16 min 04 s 6 | 103,7 km/h | 1er   |
| Étape 2 | 22 oct | SS5  | 9 h 53  | Vico - Col de Sarzoggiu 1      | 36,24 km | 1er        | 25 min 04 s 1 | 86,7 km/h  | 1er   |
| Étape 2 | 22 oct | SS6  | 11 h 16 | Ucciani - Bastelica 1          | 26,20 km | 1er        | 17 min 00 s 3 | 92,4 km/h  | 1er   |
| Étape 2 | 22 oct | SS7  | 14 h 44 | Vico - Col de Sarzoggiu 2      | 36,24 km | 1er        | 24 min 50 s 9 | 87,5 km/h  | 1er   |
| Étape 2 | 22 oct | SS8  | 16 h 07 | Ucciani - Bastelica 2          | 26,20 km | 1er        | 16 min 55 s 1 | 92,2 km/h  | 1er   |
| Étape 3 | 23 oct | SS9  | 7 h 58  | Acqua Doria - Serra di Ferro 1 | 15,92 km | 1er        | 9 min 43 s 5  | 98,2 km/h  | 1er   |
| Étape 3 | 23 oct | SS10 | 8 h 41  | Pont de Calzola - Agosta 1     | 31,80 km | 1er        | 19 min 05 s 7 | 99,9 km/h  | 1er   |
| Étape 3 | 23 oct | SS11 | 11 h 29 | Acqua Doria - Serra di Ferro 2 | 15,92 km | 1er        | 9 min 42 s 0  | 98,5 km/h  | 1er   |
| Étape 3 | 23 oct | SS12 | 12 h 12 | Pont de Calzola - Agosta 2     | 31,80 km | 1er        | 19 min 04 s 8 | 100,0 km/h | 1er   |

### 41º MoviStar RallyRACC Catalunya – Costa Daurada
C'est dans l'optique d'une expérimentation grandeur nature portant sur le jumelage de certaines épreuves que la FIA prit la décision d'organiser cette année-là le rallye de Catalogne, dernière manche asphalte de la saison, une semaine seulement après le Tour de Corse. Pour ce faire, l'obligation de réutiliser le même moteur et le même châssis qu'en France pour toutes les équipes usines a été imposée. L'épreuve ibérique, réputée être la plus typée circuit de tout le championnat, a également subi une mutation significative avec le déplacement de son centre névralgique situé jusqu'alors sur la Costa Brava vers la Costa Daurada plus au sud, renouvelant ainsi intégralement le tracé emprunté. C'est peu avant le départ que Guy Fréquelin confirme par voie de presse que la votation prise par le conseil mondial sur la réduction des coûts en WRC permet à Citroën d'annoncer officiellement son retour sur les rallyes mondiaux pour la saison 2007 avec la reprise entre-temps du développement de la C4. L'avenir de Sébastien Loeb passe donc par une année 2006 de transition au sein d'une écurie privée qu'il reste à déterminer entre Kronos Racing et Oreca, mais toujours au volant d'une Xsara vieillissante,,. Sur sa surface fétiche, l'Alsacien prend une entame de rallye similaire à celle du Tour de Corse, signant le scratch de la première spéciale en reléguant son plus proche poursuivant, Marcus Grönholm, au-delà des dix secondes. Les larges routes catalanes varient entre le sec et le détrempé en raison d'une pluie intermittente, compliquant ainsi le choix des pneumatiques pour les pilotes. Celui de Loeb se révèle être le meilleur compte tenu des conditions sur les deux boucles de la journée, lui permettant de s'imposer sur tous les secteurs au programme à l'exception du premier passage de Vilaplana qu'il concède à Daniel Solà : « Solà a fait une erreur dans son choix de pneus et il nous pique un scratch. Sur le cumul des deux spéciales c'est notre choix qui était le bon. D'ailleurs, Solà perd quarante-quatre secondes dans la suivante. En fait on avait une spéciale 100% sèche, puis 100% humide. Solà était plutôt en pneu dur, nous plutôt tendre, beaucoup trop tendre pour la première. Mais bien pour la suivante. ». Au soir de la première étape, le Français rejoint le parc fermé avec une marge de près d'une minute sur son coéquipier François Duval, deuxième devant Grönholm,. La première spéciale du lendemain se voit annuler après le passage de cinq concurrents en raison d'un trop grand nombre de spectateurs, imposant l'attribution d'un temps forfaitaire aux autres pilotes dont Loeb. Détenteur d'une marge significative, le double champion du monde commence à réduire son rythme pour jouer la prudence sur un bitume rendu glissant par la boue ramenée par les voitures précédentes : « Je me fais plaisir tout en réglant mon rythme sur les temps partiels de mes plus proches poursuivants. ». Il enregistre malgré tout trois meilleurs temps supplémentaires au fil d'une deuxième journée de course se concluant par un coup de théâtre inattendu. Alors troisième du général, Marcus Grönholm se retrouve contraint à l'abandon dans la dernière liaison routière le conduisant au parc d'assistance en raison du radiateur percé de sa Peugeot 307 WRC. Les conséquences de cet incident sont lourdes au niveau du championnat Constructeurs, Citroën se retrouvant mathématiquement irrattrapable par la marque au Lion et de ce fait sacré pour la troisième fois consécutive la veille de l'arrivée. Sébastien Loeb ne fléchit pas lors de l'ultime étape et s'impose dans le seul rallye asphalte qui manquait encore à son palmarès, réalisant ainsi cette saison le Grand Chelem sur cette surface. En totalisant désormais vingt victoires en mondial, dont dix en 2005, il rejoint son compatriote et prédécesseur Didier Auriol dans les tablettes. Avec la deuxième place de Duval, la marque aux chevrons réalise le doublé et manque de peu le triplé, l'Espagnol Xavier Pons sur Xsara privée s'étant incliné pour une seconde seulement dans la dernière spéciale face au jeune Finlandais Mikko Hirvonen : « C'est ma première victoire en Catalogne, un rallye asphalte que j'espérais gagner un jour. On a toujours été compétitif sur cette surface et ici on n'avait pas eu de réussite jusqu'à maintenant. Gagner cette année me fait plaisir. Mais le plus important aujourd'hui c'était le résultat global de Citroën qui gagne le championnat, qui fait le doublé, deux Xsara aux deux premières places qui gagne le championnat Super 1600, c'est vraiment un super résultat pour Citroën. Tout a très bien marché. On a même failli faire le triplé avec Pons qui perd la troisième place pour une seconde. »,,,.
| Étape   | Jour   | E.S. | Heure   | Nom                     | Distance | Clas. Spé.        | Temps             | Vit. Moy.         | Clas. |
| ------- | ------ | ---- | ------- | ----------------------- | -------- | ----------------- | ----------------- | ----------------- | ----- |
| Étape 1 | 28 oct | SS1  | 8 h 28  | Querol 1                | 25,43 km | 1er               | 14 min 02 s 8     | 108,6 km/h        | 1er   |
| Étape 1 | 28 oct | SS2  | 9 h 16  | El Montmell 1           | 24,13 km | 1er               | 12 min 40 s 7     | 114,2 km/h        | 1er   |
| Étape 1 | 28 oct | SS3  | 11 h 57 | Vilaplana 1             | 28,32 km | 2e                | 16 min 53 s 8     | 100,6 km/h        | 1er   |
| Étape 1 | 28 oct | SS4  | 13 h 32 | Pratdip                 | 28,35 km | 1er               | 17 min 18 s 0     | 98,3 km/h         | 1er   |
| Étape 1 | 28 oct | SS5  | 16 h 38 | Querol 2                | 25,43 km | 1er               | 13 min 52 s 2     | 110,0 km/h        | 1er   |
| Étape 1 | 28 oct | SS6  | 17 h 26 | El Montmell 2           | 24,13 km | 1er               | 12 min 36 s 5     | 114,8 km/h        | 1er   |
| Étape 2 | 29 oct | SS7  | 8 h 38  | El Lloar - La Figuera 1 | 20,10 km | Temps forfaitaire | Temps forfaitaire | Temps forfaitaire | 1er   |
| Étape 2 | 29 oct | SS8  | 10 h 06 | Capafonts 1             | 27,54 km | 4e                | 16 min 59 s 5     | 97,2 km/h         | 1er   |
| Étape 2 | 29 oct | SS9  | 12 h 39 | Colldejou 1             | 28,47 km | 1er               | 17 min 27 s 5     | 97,8 km/h         | 1er   |
| Étape 2 | 29 oct | SS10 | 13 h 32 | Riudecanyes 1           | 11,27 km | 1er               | 7 min 37 s 6      | 88,7 km/h         | 1er   |
| Étape 2 | 29 oct | SS11 | 15 h 48 | El Lloar - La Figuera 2 | 20,10 km | 1er               | 11 min 22 s 5     | 106,0 km/h        | 1er   |
| Étape 2 | 29 oct | SS12 | 17 h 16 | Capafonts 2             | 27,54 km | 5e                | 16 min 47 s 4     | 98,4 km/h         | 1er   |
| Étape 3 | 30 oct | SS13 | 8 h 35  | Colldejou 2             | 28,47 km | 1er               | 16 min 57 s 4     | 100,7 km/h        | 1er   |
| Étape 3 | 30 oct | SS14 | 9 h 28  | Riudecanyes 2           | 11,27 km | 4e                | 7 min 39 s 0      | 88,4 km/h         | 1er   |
| Étape 3 | 30 oct | SS15 | 11 h 21 | Vilaplana 2             | 28,32 km | 6e                | 17 min 13 s 1     | 98,7 km/h         | 1er   |

### 18th Telstra Rally Australia
Pour la deuxième année consécutive, le rallye d'Australie occupe le rôle de manche de clôture du championnat du monde. Dénué d'enjeux en raison de l'attribution effective de l'ensemble des titres, l’événement est néanmoins marqué par la dernière apparition de Peugeot et de ses 307 d'usine en mondial, la marque au Lion ayant décidé de recentrer les efforts de sa branche sportive sur son retour aux 24 Heures du Mans. Peu enthousiasmé à l'idée de se rendre aux antipodes après l'enchaînement rapproché de quatre épreuves, Sébastien Loeb évoque également son inquiétude vis-à-vis du balayage sur les pistes australiennes, réputé être l'un des plus pénalisants du championnat pour les premiers pilotes à s'élancer en raison d'une couche de micro-billes de terre disséminées sur l'ensemble du parcours : « Selon les spéciales on trouve plusieurs cas. Parfois, il y a une nappe de billes à chasser. Parfois subsistent les traces des reconnaissances, mais ce ne sont pas des traces de course et il est difficile de rester dedans lorsqu'on est à l'attaque. Pour le moral, on se dit que le deuxième et le troisième sur la route sont logés peu ou prou à la même enseigne. Sauf que parfois une seule trace, la mienne, leur suffit à trouver le sol dur. Alors les temps partiels tombent, on voit que l'on reçoit et qu'on est impuissant. C'est sûr que ça énerve. Mais le piège serait justement de s'énerver, et de risquer de faire une bêtise. La première étape en Australie c'est l'école de la patience. Il faut rouler au mieux le vendredi et voir le soir ce qui est possible pour la suite. »,,. Quatrième à l'issue des deux Super-Spéciales d'ouverture, l'Alsacien subit les contraintes de sa position d'ouvreur à l'entame des premiers secteurs significatifs du vendredi matin. Devancé de quelques secondes par ses deux principaux adversaires de l'année écoulée, Marcus Grönholm et Petter Solberg, il ne parvient en revanche pas à suivre le rythme imposé par le pilote local Chris Atkinson, ce dernier bénéficiant d'une route nettoyée par ses prédécesseurs sur la grille de départ. Finalement victime de problèmes de direction assistée sur sa Subaru Impreza, l'Australien lâche plus de quarante secondes dans la sixième spéciale, permettant à Loeb de prendre la deuxième place, intercalé entre Solberg et Grönholm. Frappé par deux crevaisons successives, le Finlandais voit sa roue avant droite s'affaisser en pleine course et se retrouve contraint à l'abandon pour son dernier rallye au volant d'une Peugeot, la marque avec qui il avait conquit ses deux titres mondiaux. Désormais seul face à Solberg dans la lutte pour la victoire, le champion du monde signe quant à lui son premier scratch dans le second passage de Murray South et récidive dans le secteur suivant pour se porter en tête. Mais son échappée et sa saison s'achèvent finalement par un choc frontal contre un arbre en sortie de virage dans Flynns. L'avant de la Xsara est significativement endommagée et les dégâts sont irréparables, provoquant l'abandon de l'Alsacien : « À un kilomètre de l'arrivée de la spéciale, on est arrivé en sixième pour un gros freinage, un virage à gauche en troisième. Et j'ai freiné un peu tard, j'ai été un peu optimiste sur les freins. Au dernier moment, j'ai hésité à partir à droite, parce qu'il y avait de la place dans l'herbe, ou à prendre le virage. J'ai pensé que ça passait car j'avais bien ralenti. Et puis au moment où j'ai braqué, j'ai sous-viré et tapé dans l'arbre qui était juste au bord de la route. Voilà, c'est comme ça. On a pris l'arbre de face. La voiture était endommagée. On n'a pas pu continuer. »,,. Le rallye est finalement remporté par son coéquipier François Duval qui signe la première victoire de sa carrière après que Petter Solberg ait dû à son tour abandonner en heurtant un kangourou. Avec ce onzième et dernier succès de la saison, Citroën efface le précédent record de Lancia datant de 1988,.
| Étape   | Jour   | E.S. | Heure   | Nom                  | Distance | Clas. Spé. | Temps         | Vit. Moy.  | Clas.   |
| ------- | ------ | ---- | ------- | -------------------- | -------- | ---------- | ------------- | ---------- | ------- |
| Étape 1 | 10 nov | SS1  | 18 h 13 | Perth City Super I   | 2,34 km  | 3e         | 1 min 34 s 1  | 89,5 km/h  | 3e      |
| Étape 1 | 10 nov | SS2  | 18 h 22 | Perth City Super II  | 2,34 km  | 3e         | 1 min 33 s 5  | 90,1 km/h  | 4e      |
| Étape 1 | 11 nov | SS3  | 9 h 23  | Murray North I       | 15,92 km | 4e         | 8 min 53 s 3  | 107,5 km/h | 4e      |
| Étape 1 | 11 nov | SS4  | 9 h 56  | Murray South I       | 20,12 km | 2e         | 11 min 38 s 1 | 103,8 km/h | 4e      |
| Étape 1 | 11 nov | SS5  | 10 h 46 | Turner Hill          | 5,34 km  | 9e         | 3 min 15 s 2  | 98,5 km/h  | 4e      |
| Étape 1 | 11 nov | SS6  | 11 h 57 | Murray North II      | 15,92 km | 2e         | 8 min 38 s 4  | 110,6 km/h | 2e      |
| Étape 1 | 11 nov | SS7  | 12 h 30 | Murray South II      | 20,12 km | 1er        | 11 min 15 s 7 | 107,2 km/h | 2e      |
| Étape 1 | 11 nov | SS8  | 16 h 31 | Beraking I           | 23,30 km | 1er        | 12 min 55 s 5 | 108,2 km/h | 1er     |
| Étape 1 | 11 nov | SS9  | 17 h 17 | Flynns I             | 19,87 km | Abandon    | Abandon       | Abandon    | Abandon |
| Étape 1 | 11 nov | SS10 | 19 h 15 | Perth City Super III | 2,34 km  | Abandon    | Abandon       | Abandon    | Abandon |
| Étape 1 | 11 nov | SS11 | 19 h 24 | Perth City Super IV  | 2,34 km  | Abandon    | Abandon       | Abandon    | Abandon |
| Étape 2 | 12 nov | SS12 | 9 h 25  | Bannister North I    | 17,70 km | Abandon    | Abandon       | Abandon    | Abandon |
| Étape 2 | 12 nov | SS13 | 9 h 57  | Bannister Central I  | 17,85 km | Abandon    | Abandon       | Abandon    | Abandon |
| Étape 2 | 12 nov | SS14 | 10 h 41 | Bannister Loop       | 3,61 km  | Abandon    | Abandon       | Abandon    | Abandon |
| Étape 2 | 12 nov | SS15 | 12 h 03 | Bannister North II   | 17,70 km | Abandon    | Abandon       | Abandon    | Abandon |
| Étape 2 | 12 nov | SS16 | 12 h 35 | Bannister Central II | 17,85 km | Abandon    | Abandon       | Abandon    | Abandon |
| Étape 2 | 12 nov | SS17 | 16 h 31 | Beraking II          | 23,30 km | Abandon    | Abandon       | Abandon    | Abandon |
| Étape 2 | 12 nov | SS18 | 17 h 17 | Flynns II            | 19,87 km | Abandon    | Abandon       | Abandon    | Abandon |
| Étape 2 | 12 nov | SS19 | 19 h 15 | Perth City Super V   | 2,34 km  | Abandon    | Abandon       | Abandon    | Abandon |
| Étape 2 | 12 nov | SS20 | 19 h 24 | Perth City Super VI  | 2,34 km  | Abandon    | Abandon       | Abandon    | Abandon |
| Étape 3 | 13 nov | SS21 | 7 h 33  | Atkins I             | 4,42 km  | Abandon    | Abandon       | Abandon    | Abandon |
| Étape 3 | 13 nov | SS22 | 8 h 03  | Helena North I       | 29,93 km | Abandon    | Abandon       | Abandon    | Abandon |
| Étape 3 | 13 nov | SS23 | 8 h 44  | Helena South I       | 17,30 km | Abandon    | Abandon       | Abandon    | Abandon |
| Étape 3 | 13 nov | SS24 | 11 h 33 | Atkins II            | 4,42 km  | Abandon    | Abandon       | Abandon    | Abandon |
| Étape 3 | 13 nov | SS25 | 12 h 03 | Helena North II      | 29,93 km | Abandon    | Abandon       | Abandon    | Abandon |
| Étape 3 | 13 nov | SS26 | 12 h 44 | Helena South II      | 17,30 km | Abandon    | Abandon       | Abandon    | Abandon |

### Bilan de la saison

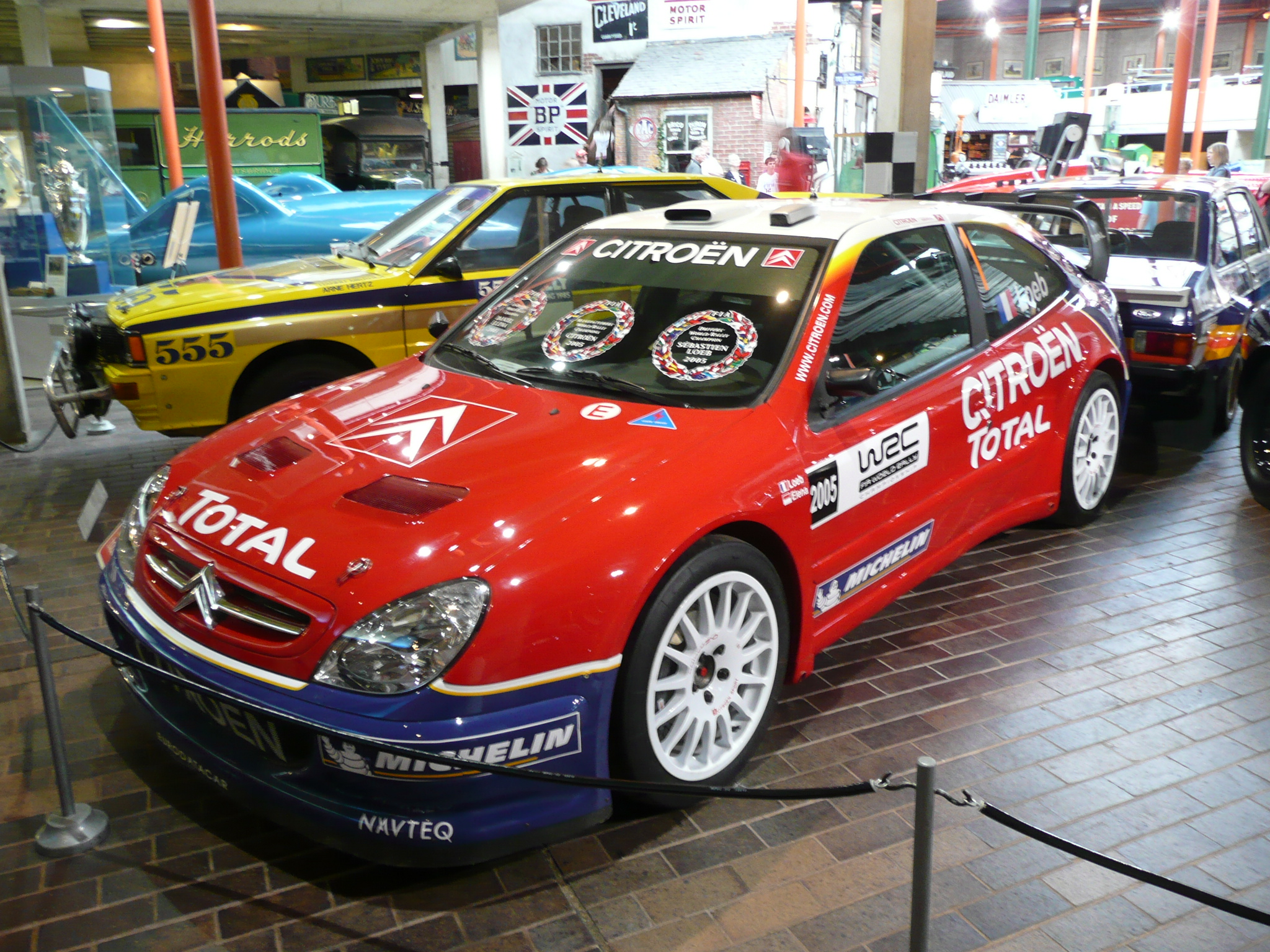
Sébastien Loeb et Citroën remportent à nouveau tous les titres mis en jeux lors de la saison 2005, faisant tomber du même coup plusieurs records de la discipline.

Sébastien Loeb remporta en 2005 son deuxième titre mondial consécutif aux côtés de son copilote de toujours Daniel Elena et participa significativement à la conquête du troisième sacre de Citroën. Au volant d'une Xsara WRC désormais fiable, mature et performante sur tous les types de terrain, il s'imposa à dix reprises, dont six fois consécutivement, et afficha un écart final équivalent à plus de cinq victoires sur son dauphin Petter Solberg au classement général du championnat Pilotes. À l'issue d'une saison qualifiée d'hégémonique par de nombreux observateurs, il établit plusieurs nouveaux records dans la discipline, notamment en termes de victoires et de podiums, et enregistra un nombre total de temps scratchs jamais vu depuis le début des années 1980, époque à laquelle les rallyes du championnat du monde comptaient trois à quatre fois plus de spéciales. D'aucuns considèrent que les gommes Michelin Z BTO nouvellement introduites et parfois qualifiées de magiques jouèrent un rôle clé dans cette domination relative face aux équipes partenaires du concurrent Pirelli, notamment sur les épreuves terre de la tournée méditerranéenne organisée au printemps. C'est finalement à l'approche de la clôture du calendrier que l'avenir de Loeb, encore sous le coup de la décision prise l'année précédente par le groupe PSA de mettre un terme à l'activité de ses deux marques en mondial, prit une tournure positive. L'entérinement de mesures de réduction des coûts voté par la FIA en octobre permit en effet à Citroën d'envisager sereinement son retour en 2007 ainsi que la reprise du développement de la C4 WRC. Cette chronologie des événements imposèrent toutefois une saison 2006 de transition au pilote alsacien au sein de la structure privée belge Kronos Racing.
| #     | Rallye                     | Surface          | Départ | Victoire | Podium | Abandon | Points | E.S. Prog. | E.S. Clas. | E.S. Dép. | Scratchs | %Scratchs | E.S. Tête | %E.S. Tête | Clas. |
| ----- | -------------------------- | ---------------- | ------ | -------- | ------ | ------- | ------ | ---------- | ---------- | --------- | -------- | --------- | --------- | ---------- | ----- |
| 1     | Rallye Monte-Carlo         | Asphalte enneigé | ●      | ●        | ●      |         | 10     | 15         | 15         | 15        | 9        | 60,00 %   | 15        | 100,00 %   | 1er   |
| 2     | Rallye de Suède            | Terre enneigée   | ●      |          |        | ●       | 0      | 20         | 18         | 18        | 4        | 22,22 %   | 0         | 0,00 %     | Ab.   |
| 3     | Rallye du Mexique          | Terre rapide     | ●      |          |        |         | 5      | 14         | 14         | 14        | 4        | 28,57 %   | 0         | 0,00 %     | 4e    |
| 4     | Rallye de Nouvelle-Zélande | Terre rapide     | ●      | ●        | ●      |         | 10     | 20         | 20         | 20        | 8        | 40,00 %   | 17        | 85,00 %    | 1er   |
| 5     | Rallye de Sardaigne        | Terre abrasive   | ●      | ●        | ●      |         | 10     | 17         | 17         | 17        | 8        | 47,06 %   | 15        | 88,24 %    | 1er   |
| 6     | Rallye de Chypre           | Terre abrasive   | ●      | ●        | ●      |         | 10     | 18         | 18         | 18        | 14       | 77,78 %   | 17        | 94,44 %    | 1er   |
| 7     | Rallye de Turquie          | Terre abrasive   | ●      | ●        | ●      |         | 10     | 18         | 17         | 17        | 10       | 58,82 %   | 16        | 94,12 %    | 1er   |
| 8     | Rallye de l'Acropole       | Terre abrasive   | ●      | ●        | ●      |         | 10     | 19         | 19         | 19        | 12       | 63,16 %   | 14        | 73,68 %    | 1er   |
| 9     | Rallye d'Argentine         | Terre abrasive   | ●      | ●        | ●      |         | 10     | 22         | 22         | 22        | 9        | 40,91 %   | 18        | 81,82 %    | 1er   |
| 10    | Rallye de Finlande         | Terre rapide     | ●      |          | ●      |         | 8      | 21         | 21         | 21        | 4        | 19,05 %   | 1         | 4,76 %     | 2e    |
| 11    | Rallye d'Allemagne         | Asphalte         | ●      | ●        | ●      |         | 10     | 19         | 19         | 19        | 13       | 68,42 %   | 18        | 94,74 %    | 1er   |
| 12    | Rallye de Grande-Bretagne  | Terre rapide     | ●      |          | ●      |         | 6      | 17         | 15         | 14        | 8        | 57,14 %   | 14        | 93,33 %    | 3e    |
| 13    | Rallye du Japon            | Terre rapide     | ●      |          | ●      |         | 8      | 26         | 26         | 26        | 3        | 11,54 %   | 0         | 0,00 %     | 2e    |
| 14    | Tour de Corse              | Asphalte         | ●      | ●        | ●      |         | 10     | 12         | 12         | 12        | 12       | 100,00 %  | 12        | 100,00 %   | 1er   |
| 15    | Rallye de Catalogne        | Asphalte         | ●      | ●        | ●      |         | 10     | 15         | 15         | 14        | 9        | 64,29 %   | 15        | 100,00 %   | 1er   |
| 16    | Rallye d'Australie         | Terre rapide     | ●      |          |        | ●       | 0      | 26         | 8          | 9         | 2        | 22,22 %   | 1         | 12,50 %    | Ab.   |
| Total |                            |                  | 16     | 10       | 13     | 2       | 127    | 299        | 276        | 275       | 129      | 46,91 %   | 173       | 62,68 %    | 1er   |

## 24 Heures du Mans

### Résumé
C'est le 19 octobre 2004, deux jours après l'obtention de son premier titre mondial en rallyes, que Sébastien Loeb fait ses premiers pas dans le monde des Sport-prototypes. Invité par l'écurie Pescarolo Sport dans le cadre d'une journée d'essais organisée sur le circuit Paul Ricard, l'Alsacien boucle une dizaine de tours au volant d'une Pescarolo C60-Judd dans la même seconde qu'Emmanuel Collard, pilote officiel de l'équipe sarthoise et comptant déjà dix participations aux 24 Heures du Mans à son actif. L'annonce d'un engagement sportif entre les deux parties se concrétise finalement six mois plus tard, lors de la Soirée PlayStation Racing du 13 avril 2005 au cours de laquelle il est révélé que Loeb prendra part à l'édition 2005 de la plus ancienne course d'endurance du monde au sein de la structure d'Henri Pescarolo et avec l'accord de son employeur Citroën Sport. Cette tractation fut en premier lieu largement rendu possible par l'investissement significatif de la marque PlayStation, sponsor commun du champion du monde des rallyes et de l'écurie de Pescarolo. Deux C60-Judd doivent alors être alignées, Loeb étant pour sa part affecté à l'équipage de la numéro 17 aux côtés de ses compatriotes Éric Hélary et Soheil Ayari : « J’ai testé la Pescarolo-Judd version 2004 le surlendemain de mon titre mondial, acquis en Corse en octobre dernier. C’était sur le circuit du Castellet, et j’ai été bluffé par l’efficacité de cette voiture en courbe. Je pense que c’est surtout à ce niveau que j’aurai le plus à apprendre. Je compte bien pour cela profiter de l’expérience de l’équipe et de mes deux équipiers. »,.

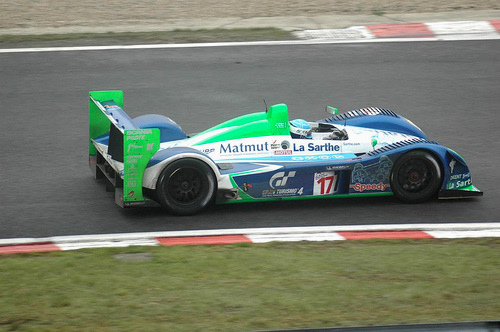
La Pescarolo C60 numéro 17 pilotée par Sébastien Loeb lors de l'édition 2005 des 24 Heures du Mans, ici aux mains d'Érik Comas lors des 1 000 kilomètres de Spa-Francorchamps.

Plusieurs séances d'essais préparatoires sont alors organisées pour lui permettre de s'acclimater davantage au pilotage d'un prototype LMP1 entre les manches du calendrier WRC, notamment le 22 avril 2005 au Castellet suivi du 2 mai 2005 à Magny-Cours puis du 22 mai 2005 sur le circuit Bugatti. Une course contre la montre est enclenchée le dimanche 5 juin 2005, dernier jour d'étape du rallye de Turquie mais également date à laquelle doit se dérouler la séance de pré-qualification des 24 Heures du Mans à laquelle chaque pilote inscrit doit effectuer un minimum de dix tours sous peine de disqualification. Vainqueur de la manche turque, Sébastien Loeb se trouve encore dans la région d'Antalya en début d'après-midi à près de 3 000 km de la Sarthe. Un rapatriement expresse est alors organisé avec l’affrètement d'un Falcon 50 par son sponsor PlayStation et l'accord donné par la FIA de le dispenser de la cérémonie du podium. L'ACO, organisatrice du Mans, apporte également son soutien à l'opération en retardant d'une heure la clôture de cette session obligatoire. L'Alsacien rejoint finalement le circuit dans les temps et boucle son dixième et dernier tour à seulement trente secondes de la fermeture sur une piste détrempée.
Les qualifications débutent sous des conditions météorologiques difficiles le 15 juin 2005, trois jours avant le départ de la course. Le meilleur temps au tour ne descend pas en-dessous des quatre minutes et la première séance se voit significativement amputée à la suite de l'accident de la Lola B05/40 du Britannique Peter Owen. La deuxième session se déroule le lendemain et voit la Pescarolo C60-Judd de Sébastien Loeb se qualifier deuxième sur la grille de départ à moins d'une seconde de la pole position réalisée par l'autre voiture de l'écurie sarthoise. Le coup d'envoi est donné à 16 h le 18 juin 2005 et cristallise le choc attendu face aux Audi R8, quadruple vainqueurs de l'épreuve. Soheil Ayari prend en charge le premier relais de la Pescarolo numéro 17 et parvient à conserver sa deuxième place à l'issue des premiers virages. Les voitures de l'équipe française tournent en moyenne trois à quatre secondes plus vite au tour que leurs rivales allemandes, mais ces dernières consomment moins d'essence et nécessitent ainsi des arrêts moins fréquents. Ayari creuse progressivement l'écart sur ses poursuivants avant de se faire percuter au freinage par la Panoz Esperante de Patrick Bourdais. Direction endommagée, il se voit contraint de regagner les stands et cède le volant à Éric Hélary qui repart en septième position. Se plaignant d'une certaine instabilité consécutive au choc avec la Panoz, le pilote parisien est victime d'une crevaison et rétrograde à la neuvième place. La Pescarolo numéro 16 rencontre elle aussi des incidents, notamment au niveau de sa boîte de vitesses, lui coûtant ainsi les commandes de la course. Sébastien Loeb prend en charge son premier relais aux alentours de 21 h et rend la voiture en sixième position pour soixante-quinze minutes de roulage : « J'ai roulé sans forcer, en y allant progressivement. J'étais un peu tôt sur presque tous les freinages pour ne pas risquer quoi que ce soit. J'avais de la marge. ». Peu avant minuit, Soheil Ayari se retrouve une nouvelle fois victime d'un accrochage face à la Dallara SP1 numéro 8. Les dégâts sont cette fois-ci plus importants, obligeant les mécaniciens à procéder au changement de la plupart des pièces composant la silhouette. Désormais quatorzième, à plus de dix tours de l'Audi numéro 3 de Tom Kristensen, le trio Loeb-Hélary-Ayari réalise malgré tout la meilleure moyenne horaire de la nuit et se concentre sur la conquête d'une place d'honneur. Après être remontés jusqu'en cinquième position, les trois hommes voient finalement leur course s'achever vers 11 h 30 sur un nouvel incident frappant le relais d'Ayari. Victime d'une crevaison à l'avant droit, le pilote savoyard perd le contrôle de la voiture dans une chicane et sort de la piste. Bien qu'étant revenu aux stands au ralenti, Henri Pescarolo opte pour l'abandon compte tenu des dégâts constatés. L'autre prototype de l'équipe terminera quant à lui deuxième du général, à environ deux tours du leader,.

### Résultats détaillés
| Édition | Catégorie | N° | Équipe          | Voiture              | Moteur            | Pneus | Équipiers                  | Qualif. | Tours | Clas. Cat. | Clas. |
| ------- | --------- | -- | --------------- | -------------------- | ----------------- | ----- | -------------------------- | ------- | ----- | ---------- | ----- |
| 2005    | LMP1      | 17 | Pescarolo Sport | Pescarolo C60 Hybrid | Judd GV5 5.0L V10 | M     | Soheil Ayari / Éric Hélary | 2e      | 288   | Ab.        | Ab.   |

## Course des Champions

### Résumé
Sébastien Loeb achève sa saison sportive par un quatrième engagement consécutif à la Course des Champions, organisée au début du mois de décembre quelques semaines seulement après l'obtention de son deuxième titre mondial en rallyes. Les promoteurs de l'épreuve réitèrent leur choix du Stade de France pour le lieu et conservent le format initié lors de l'édition précédente avec un revêtement asphalte pour la piste,.
L’événement débute par la Nations Cup qui voit s'affronter les pilotes regroupés par équipes de deux. Tenants du titre, Jean Alesi et Sébastien Loeb poursuivent leur collaboration pour représenter la formation française. À l'instar de l'édition 2004, les tirages au sort les font retrouver dès les quarts de finale leurs compatriotes de l'équipe PlayStation France avec un premier duel opposant de nouveau Alesi à Sébastien Bourdais. Au volant d'une Porsche 911 GT3, le pilote originaire du Mans, et désormais double champion en titre de Champ Car, vient cette fois-ci à bout de son aîné pour moins de quatre dixièmes. Loeb rempli quant à lui la part de son contrat dans le deuxième duel en s'imposant face à l'octuple vainqueur du Dakar Stéphane Peterhansel sur le buggy emblématique de la Course des Champions. Un troisième affrontement mettant une nouvelle fois en scène Bourdais et Alesi doit alors départager les deux équipes. Aux commandes du buggy, l'ancien pilote de Formule 1 perd son duel en franchissant la ligne d'arrivée moins de deux dixièmes derrière son adversaire, synonyme d'élimination.
La soirée s'achève par les épreuves individuelles proposant les mêmes principes d'élimination directe et de répartition des pilotes en deux groupes de spécialité que l'année passée. Finaliste de cette précédente édition, Sébastien Loeb entame la compétition au niveau des quarts de finale du groupe rallye et se voit opposer à Travis Pastrana, quintuple médaillé d'or de Freestyle motocross aux X Games. Au volant d'une Citroën Xsara WRC, voiture qu'il utilise régulièrement en championnat du monde, l'Alsacien vient facilement à bout de l'Américain victime d'une sortie de piste sous la pluie. Il défait en demi-finales son ancien coéquipier de Citroën Sport désormais pigiste pour Škoda en la personne de Colin McRae et accède à la finale de son groupe face à Marcus Grönholm, son principal rival du mondial et l'un de ses adversaires les plus récurrents de la compétition, les deux hommes ayant été opposés à sept reprises par le passé depuis leur première confrontation en 2002. Loeb prend une nouvelle fois le dessus sur le Finlandais et se qualifie pour la Super Finale face à Tom Kristensen, septuple vainqueur des 24 Heures du Mans et sorti victorieux du groupe circuit. Le Français s'impose de justesse dans la première manche sur un écart de huit centièmes malgré l'utilisation de Renault Mégane Trophy censées accorder un léger avantage au pilote danois. Les Citroën Xsara WRC utilisées dans le deuxième duel facilitent au contraire la tâche du double champion du monde des rallyes. Kristensen en perd rapidement le contrôle dans un virage et se retrouve immobilisé par les bordures de la piste. Loeb achève son dernier tour chronométré au ralenti pour saluer la foule et remporte son deuxième titre de Champion des Champions en demeurant invaincu tout au long de l'édition,,,,,.

### Résultats détaillés
| Duel | Événement         | Phase                     | Adversaire           | Véhicule              | Temps           | Écart     | Résultat |
| ---- | ----------------- | ------------------------- | -------------------- | --------------------- | --------------- | --------- | -------- |
| 1    | Nations Cup       | Quarts de finale          | Stéphane Peterhansel | ROC Car               | 1 min 45 s 4355 | 1 s 8227  | Victoire |
| 2    | Race of Champions | Quarts de finale - Rallye | Travis Pastrana      | Citroën Xsara WRC     | 1 min 53 s 9708 | 21 s 5667 | Victoire |
| 3    | Race of Champions | Demi-finales - Rallye     | Colin McRae          | Citroën Xsara WRC     | 1 min 52 s 8756 | 1 s 7434  | Victoire |
| 4    | Race of Champions | Finale - Rallye           | Marcus Grönholm      | Citroën Xsara WRC     | 1 min 51 s 7369 | 2 s 4355  | Victoire |
| 5    | Race of Champions | Super Finale              | Tom Kristensen       | Renault Mégane Trophy | 1 min 45 s 6482 | 0 s 0867  | Victoire |
| 6    | Race of Champions | Super Finale              | Tom Kristensen       | Citroën Xsara WRC     | 2 min 36 s 9539 | ∞         | Victoire |